# ハイパーヨーヨー
ハイパーヨーヨー（HYPER YO-YO）は、1997年以降にバンダイが発売した競技用ヨーヨーの商品群。

## 概要
ハイパーヨーヨーは、価格や品質だけでなく、性能面で特性の異なる様々な商品をラインナップし、商品選択から楽しめる幅広いホビー性を提供したこと、児童漫画雑誌とのタイアップによるテクニックやメンテナンス指導、競技会開催などの大規模プロモーションで一大ブームを巻き起こした。
ほとんどの商品は既存のヨーヨーメーカーのOEMである。各モデルの特徴を系統立てて、どのようなプレイトリックに向くかなどを解説し、メンテナンス部品やアクセサリも加えて統一ブランドの下で発売するという販売戦略により、小中学生を中心に人気を得た。主要な機種は分解可能で、糸交換やオイルの使用などのメンテナンスを必要とする。一部は現在も競技で使用されているものと同等である。
競技用ヨーヨーと同様に、紐はヨーヨーに完全には固定されておらず、振り下ろしたときに下で空転するようになっている。本体の内側に「レスポンスシステム」と呼ばれる何らかの抵抗を作っておくことで、空転中に紐を引けばそのままヨーヨーが紐を巻き取って戻ってくるようになっているのも、競技用ヨーヨーと同様である。

## 展開時期
2024年の時点で過去4度に渡って断続的にプロモーションが行われている。

### 第1期（1997年春 ～ 2000/9/24）
ヨーヨーの歴史上、最大のブームとなった時代で、ブーム開始から最初の2年で2700万個を売り上げた。1997年後半から1998年のブーム時には大型量販店で売り切れが続出したことで社会現象になり、ワイドショーなどでもたびたび取り上げられ、中村名人やハイパーヨーヨーの全国大会入賞者がテレビ出演することもあった。
また、各地でイベントや大会が行われたり、ハイパーヨーヨーを使うパフォーマーも現れるほどになる。さらに全国各地のバンダイが指定した店でトリックの認定が行われた。1990年代中期の『月刊コロコロコミック』全盛時のホビーであるミニ四駆やビーダマンの中では最も後発ではあったものの、最終的には高い人気を得た。ブーム時には他社から様々な類似品も発売された。
販売こそはバンダイで一括して行ったものの、生産は多くの会社で行っていたため、生産会社別の特色が生まれ、これもブームの一因となった。糸やアクセサリーなどをカスタムして自分だけのヨーヨーを作ることができたため、猶更である。当時模倣品まで広く出回っていたため、『月刊コロコロコミック』の誌上に模倣品と純正品の識別方法が特集ページとして公開されていた。
1個2000円程度で販売されていたため、低年齢層が保護者にねだるには丁度良かった。この商品とたまごっちによって、1998年3月期の連結決算が過去最高の2882億円を記録したと言えばその商業実績の程が分かるだろう。
しかし金属ベアリングの「レイダー」などの高級モデル（5000円程度）が登場し、ハイパーヨーヨー名人が高級モデルを宣伝するなど本来のターゲットである低年齢層を置き去りにする路線に舵を切り、技術面以外に経済力が重視される風潮が漂い出したため、ブームは終息に向かい、「ハイパードラゴン」発売の頃にはブームは沈静化した。
2010年代のヨーヨー世界チャンピオンの大半は日本人選手であり、この時代でヨーヨーの存在を認知するきっかけとなった選手も多い。

### 第2期（2003年末 ～ 2005/4/4）
最も知名度が低い時代。ブーム沈静後の2004年前半から後半にかけて、再びハイパーヨーヨーが発売された。1997年に発売された一部の商品を機能をそのままに模様だけ変えたものと、新たにラインナップに取り入れた機種が発売された。
しかしこちらは1997年から1998年のブームと違って全く話題にならず、コロコロコミック等でのタイアップも殆どされないまま販売が終了した。ブームが起きなかった原因として、子供の間で玩具よりも『遊戯王』や『デュエル・マスターズ』といったカードゲームが流行していた時期で、同時期には『ベイブレード』もブームが終了し販売が一時中断しており、玩具業界全体が低迷していた時期であったためと考えられる。
販売戦略も今一つで、ローンチモデルに「ハイパーレイダー」や「フリーハンド」といったフラッグシップ機を出したのに対し、その数ヶ月後には徐々に性能の劣る機種をリリースし、最終的には固定軸のエントリーモデルを出すといった始末。この発売順がユーザーからは不評だった。尤も、第1期よりもハイパーヨーヨーへの注目度が格段と低かったため、玩具界隈では大きな騒ぎにはならなかった。
ところが完全に不評を買ったというわけではなく、第1期を経験して一時的にヨーヨーを止めていた当時の青年層からは、高性能機種を安く買い求められたから復帰・躍進のきっかけとなった事を評価する声もある。

### 第3期（2010/2/13 ～ 2014/3/28）
発達したインターネット環境をフルに駆使して展開された時代。この時代には競技ヨーヨーの性能や世界チャンピオンが行うトリックも第1期とは比べ物にならないほど進歩を遂げ、何よりプロの演技を見せる動画配信サービスも充実していた。そこでバンダイはメインターゲットを小学生男児に絞って、ヨーヨーそのものを認知させるきっかけを作り、2010年2月13日にコロコロコミックと提携して再発売した。
玩具店で受験できるトリック認定制度も小中学生限定ではあるが復活。公式サイトには前シーズンと同様に公認トリックを動画形式で発表・解説するだけでなく、発売前の製品もブログで紹介する形を取り、第1期には無かったインターネットでの情報公開に力を入れた。
ラインナップは第2期とは反対に、初めは固定軸機種から徐々に強力なシリーズを投入する形を取った。エントリーモデルとはいえ2010年春～秋には金属ベアリング機種も発売され、それらが好評だったことや、コロコロコミックではキメルのYOYO!が連載開始されたことからハイパーヨーヨーへの人気が段々高まっていった。
そんな最中、2011年3月11日に東日本大震災が発生。東北地方を中心に電力不足が生じた。その環境を逆手に取り、電力不要の玩具としてハイパーヨーヨーが注目され一気にブームが大きくなった。これが影響して本年以降も他業者のヨーヨーイベントにはエントリー人数が増加するきっかけとなった。
こうしてヨーヨー界の競技人口そのものは増えていったが、年を重ねるにつれてハイパーヨーヨーの人口は震災から数ヶ月経ったあたりをピークに徐々に減少し始める。上達の早いスピナーは情報にも敏い傾向にあり、ハイパーヨーヨーよりも高性能な他社製ヨーヨーで、より高難度のトリックが行われる世界規模の競技大会の存在を認知してしまい、ハイパーヨーヨーは辞める代わりに本格的な競技ヨーヨーに移行する形で引退していくスピナーが目立った。
ヨーヨー界のうちハイパーヨーヨーのシェアが減少したため、ブームも2013年夏には弱まっており、その時点でバンダイ主催イベントの全てを終了。秋にはハイエンドモデルをリリースし、冬にはプレミアムバンダイシリーズの発売を最後に商品展開の全てを終了した。年度末のWEB全国大会を最後に歴代最長のプロモーションは幕を閉じた。

### 第4期（2024/7/1 ～）
2024年6月14日、バンダイはハイパーヨーヨーが令和に生まれ変わり、復活する事を発表した。同年7月1日、名称が『ハイパーヨーヨーアクセル』と発表され、ストリングを強く引っ張ることでヨーヨーの内部が回転する機能が搭載されている。
このシーズンはヨーヨー入門者へのハードルを大幅に下げる事に注力している。従来、入門者にとってロング・スリーパーの習得は最初の関門の一つであった。なぜならヨーヨーを正しい向きで手に持ち、かつ正しい姿勢で真っ直ぐ投げ下ろさねばトリックとして成立せず、ここで躓いてしまう者が相次いだからである。これを解決すべく、日米で特許の出願を済ませたボディーとキャップが独立して回転する機構を用いる事で、投げ下ろさずにロング・スリーパー、並びにその発展トリックの習得を容易なものにしている。

## 性能分析

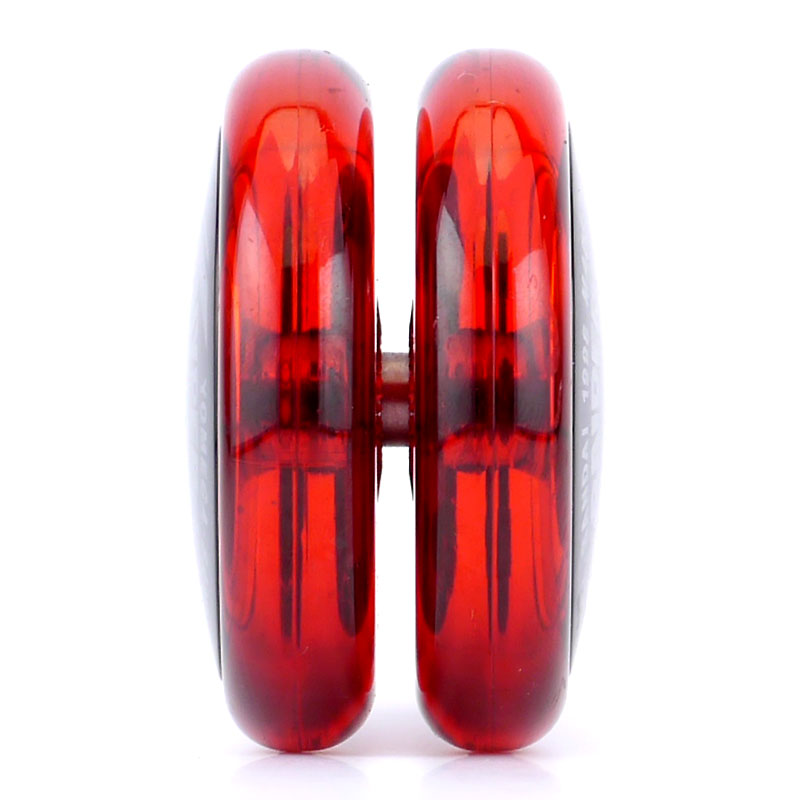
ルーピングプレイに向いた形状。ラウンド型、ノーマル型、球型とも呼ばれる。

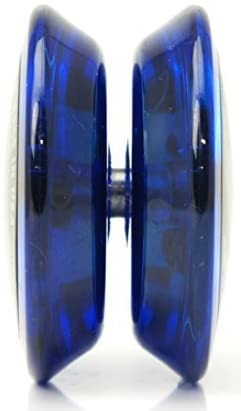
ストリングプレイに向いた形状。バタフライ型、ウィング型、鼓型とも呼ばれる。

バンダイによる第2期ハイパーヨーヨーオフィシャルサイトでの分析方法。一般的なヨーヨーの性能分析も加えておく。
スリープ力
ヨーヨーが空転（スリープ）していられる時間のこと。ベアリングの種類やボディーの重量とその配分を総合的に加味して性能が変化する。ベアリングは短いものから順に挙げると、
固定軸 ≒ 木製ベアリング ＜ クラッチ付ベアリング ＜ ナイロンベアリング ＜ 小径金属ベアリング ＜ 大径金属ベアリング
の順にスリープが長くなる。
また、ボールベアリングは平型よりもUFO型の方が長時間に、金属製よりもセラミック製の方が長時間回る傾向にある。一般的には、スリープ時間はボディにも影響され、重いほど（厳密には空転したときに回転モーメントが大きくなるような重心分布を持つボディほど）回転時間が長くなる。
メンテナンス性
メンテナンスのしやすさ。オイルによる影響が大きかったり、内蔵パーツ（ベアリング）が細かかったりするとメンテナンスが難しく上級者向けとなる。
ルーピングプレイ・ストリングプレイ
ルーピングプレイのしやすさとストリングプレイのしやすさ。本体形状とスリープ力、レスポンスパーツの性質によって決定される。特に本体形状による影響は表裏一体の関係にある。
重いほど、また糸をかける溝が広いほどストリングプレイには向くが、ルーピングプレイには向かなくなる。特にスリープ中に引いても戻って来ないタイプはより一層ストリングプレイに向く反面、ルーピングプレイは不可能。
逆に、球体に近い本体形状は糸をかけ辛いためストリングプレイには向かないが、手元で空中半回転するルーピングプレイには（加えて程よい軽さであれば）使いやすい。溝の幅を狭める機能のあるタイプは特にルーピングプレイに適しているが、最低限のスリープ力しか持ち合わせていない。

## 商品

### ヨーヨー本体
元の製造会社によって大きく分けてYOMEGA製、DUNCAN製、YOYOFACTORY製、バンダイ社純正、HENRYS製、RUSSELL製の6系統に分けられる。

#### YOMEGA製

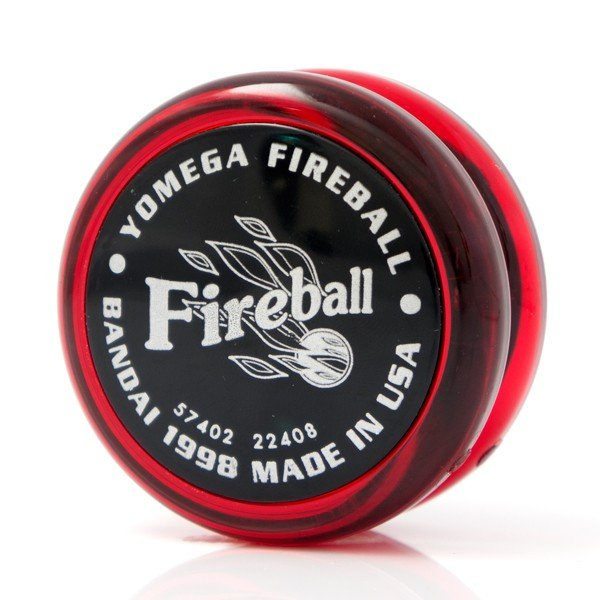
ファイヤーボール。第1期で最も人気があった。

第1期の主要商品。その殆どは左右のボディをひねることで分解が可能であり、軸とベアリングを装備している。第3期は四神等の幻獣をテーマとした製品名に変更され、イメージカラーは赤。
ブレイン、ファイヤーボール、レイダーは内蔵パーツが違うもので、ボディは同じ。これらにはそれぞれノーマルボディとステルス型ボディが存在し、ステルス型は糸が巻かれる溝の幅が広い形状を有する。溝に糸を通す技がやりやすくなる。

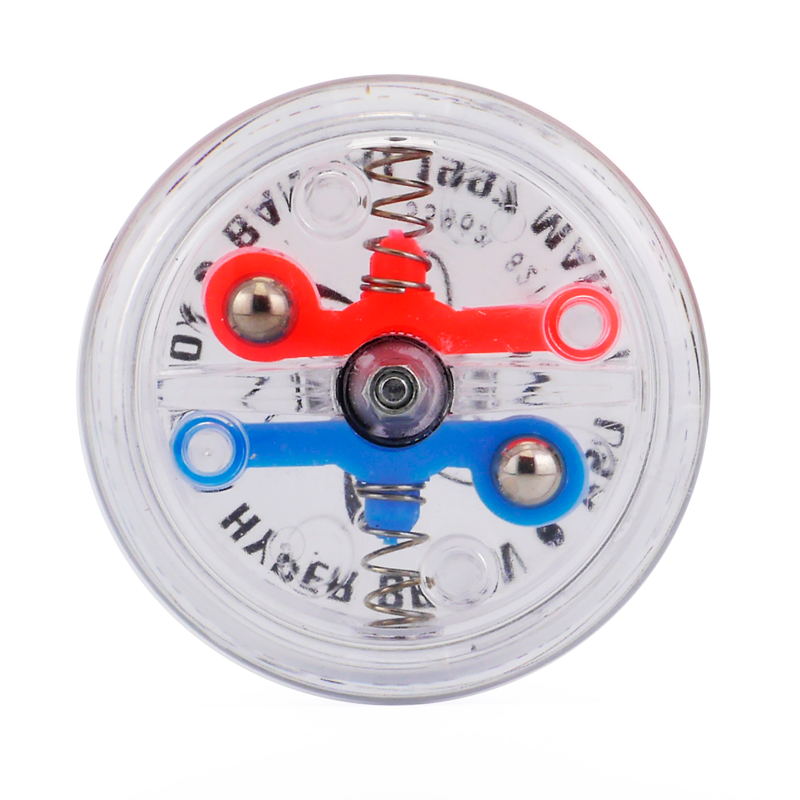
ハイパーブレイン。赤と青のパーツを遠心クラッチという。スリープすると赤いパーツの右の部分を軸として、遠心力で左の鉄球が上がってゴムリングを噛まなくなる。スリープが弱まると鉄球が下がりゴムリングを噛む。同様の事が青いパーツでも起きる。

ハイパーブレイン（第1期）、ワイルドクロー（第3期）
遠心力により開くクラッチを内蔵し、回転力が弱まると自動的に手元に戻ってくるオートリターンと呼ばれるギミックが内蔵された「ブレイン」モデルの基本的なタイプ。
そのため、無改造の場合のスリープ時間はファイヤー系やレイダー系に劣るが、ルーピングプレイのし易さはYOMEGA製の中でもトップクラス。
ハイパーヨーヨーがブームになった当時、さまざまな模倣品が出回ったが、その中で特に多かったのがこのハイパーブレインを真似て作られたものである。
ナイロンベアリングのゴムリングを外し、回転力が弱くなってもクラッチが噛まない改造を行うと、クラッチシステムが無効化され、ファイヤーボールとほぼ同等になる。
後発のワイルドクローはクラッチの形が初代に極めて近く、同じようで若干異なる。
ステルスブレイン（第1期）
「ブレイン」モデルの中で、ストリングスプレイ重視の形状の「ステルス」型。
ステルス型+ブレインの両方の特性を持つので、スリープ時間はYOMEGA製の中でも最短クラス。
そのため、ストリングプレイにそれほど適しているというわけではない。
ファイヤーボール（第1期、第2期）、スピンフェニックス（第3期）
ナイロン製ベアリング内蔵でロングスリープに向く「ファイヤー」モデルの基本的なタイプ。
第2期まではスリープ、ルーピング、メンテナンス性の全てが相対的に高いバランスで優れていたので、ハイパーヨーヨー初心者には最適なモデルだった。
後発のスピンフェニックスは軸を取り外せなくなった。この時代にもなると他のラインナップに、より廉価で高性能かつ手入れの楽な機種が出回った為、初心者向けとは呼び難くなってしまっていた。
ステルスファイヤー（第1期、第2期）
「ファイヤー」モデルの中で、ストリングプレイ重視の形状の「ステルス」型。
ナイロンベアリングのロングスリープにより、複雑なストリングプレイにも対応できるモデル。
しかし、ステルス型ゆえにルーピングプレイには適していない。
ハイパーレイダー（第1期、第2期）、ストームタイガー（第3期）
小径金属ボールベアリングを内蔵しロングスリープ性能を高めた「レイダー」モデルの基本的なタイプ。
スリープ時間はYOMEGA製の中でもトップクラス。
ファイヤーボールよりも回転力が強いので、ルーピングプレイをこなすには相応の技術が必要となる。決してルーピングプレイに不向きというわけではなく、それどころか2Aのトッププレーヤーはこれの使用者がかなり多い。
ボールベアリングを用いているがゆえに、こまめにメンテナンスをする必要がある。
後発のストームタイガーは軸を取り外せなくなった。価格も同期のスピンフェニックスと同値にまで安くなった。
ステルスレイダー（第1期、第2期）
「レイダー」モデルの中で、ストリングプレイ重視の形状の「ステルス」型。ハイパーレイダーより先に発売された。中村名人が愛用したヨーヨーでもある。
ステルス型の中でも最長のスリープ力を誇るので、第1期ハイパーレベル以上のストリングプレイにもしっかりと耐えてくれる。
ステルスファイヤーと同じく、ルーピングプレイには向かない。
ハイパーレイダーと同じく、要メンテナンス。
ハイパーインパルス（第1期）
ファイヤーボールからキャップを取り去ったもの。軽量でルーピングプレイに向く。
軽量化した代わりに重心が外に寄ったことでスリープ力は落ちておらず、ファイヤーボールと同等のスリープ力を出せる。
ハイパーアールビーツー（第1期）
ハイパーレイダーからキャップを取り去ったもの。軽量でルーピングプレイに向く。
ハイパーインパルスと同様の理由で、スリープ力はハイパーレイダーと同等。
ハイパーミラージュ（第1期）
ファイヤーボールの機構・形状に発光ダイオードを内蔵したヨーヨー。側面にあるスイッチに触れることで一定時間ダイオードが光る。本体内に電子部品が内蔵されている関係上重いが、バランスは悪いので重い割にスリープ力が高いという訳でもない。
オールスターウルトラ（第1期）
DUNCAN製のハイパーインペリアルに近い形状と金属固定軸の入門者向け機種。ベアリングを搭載せず分解が出来ない。サイドキャップは分離式となっている。
第1期のシーズン後半に登場し、1999年度に行われた認定制度ではベーシックレベルのみ固定軸の使用が義務付けられており、その為のリリースとなった。
X-ブレイン（第1期）、クロスドラゴン（第3期）
ハイパーブレインの後継機。鉄球とバネが4つになり、X字の形をした遠心クラッチになっている。
X-ブレインウィング（第1期）
ステルスブレインの後継機。鉄球とバネが4つになり、X字の形をした遠心クラッチになっている。
ファイヤーストーム（第1期）
ファイヤーボールと同じ機構を持ち、ボディーはインペリアルに近いデザインでより軽くなっている。
ファイヤーストームウィング（第1期）
ステルスファイヤーと同じ機構を持ち、より軽くなっている。
ハイパーワープ（第1期）
ハイパーレイダーと同じ機構を持ち、ボディーがより重くなっている。スターバーストが粗目に変更され、サイドキャップも裏からネジ留めされている。
ヨーウォッチ（第1期）
ファイヤーボールに液晶のデジタル時計を内蔵したモデル。
レブリム（第1期）
薄型ボディの外周にソフトリングが付いたルーピングプレイタイプ。メタルベアリングを内蔵している。
この機種を最後に第1期ハイパーヨーヨーブームは終焉を迎える。
メガブレイン（第2期）
2004年発売のハイパーブレインの後継機。
ハイパースター（第2期）、モンスターシェル（第3期）
DUNCAN製のハイパーインペリアルと同じ形状とプラスチック固定軸の入門者向け機種。ベアリングを搭載せず分解が出来ない。2期ではシーズン後半に、3期ではシーズン序盤に登場した。
スパイラルジャガー（第3期）
2012年1月に発売された、ハイパーレイダーの後継機。これ以降の第3期シリーズの名称は四神ではなくなる。基本的な構造はハイパーレイダーと変わらないが、3種6枚の色の異なるスペーサーが付いてくる。このうちの2枚を選んで取りつける事で溝の幅を調整出来、合計6段階の幅を選べる。2A上級トリックの入門的な機種で、無改造の中ではYOMEGA最強のルーピングヨーヨーとの声もある。溝の幅の広さによる効果の違いは以下の通り。
| 幅の広さ＼効果 | スリープの長さ | 戻りの強さ | ループ・ザ・ループの向き | リバース・ループの向き | ループの速さ |
| 溝の幅が狭い   | 短い           | 強い       | 下向き                   | 上向き                 | 速い         |
| 溝の幅が広い   | 長い           | 弱い       | 上向き                   | 下向き                 | 遅い         |

フリーズワイバーン（第3期）
YOMEGAで第3期後半にして初のストリングプレイモデル。シャープ型のバタフライボディーに超大型メタルベアリングとスターパッドを搭載した初～中級者向けの機種。
OEM元はシンウーという韓国のメーカーの『テクノ2』だが、それをヨメガが一旦OEMして『クロスファイヤー』と名乗り、それを更にバンダイが二重OEMしての販売となった。
スタヴィティー（第3期）
2013～2014年にかけてプレミアムバンダイ限定で発売された、フルメタル製バタフライ機種。色は赤で丸みを帯びた形状をしている。プレミアムバンダイシリーズの中で最も小柄である。
初～中級者へのハードルの低さをモットーにデザインされており、フルメタルにしては価格も低め。丸みのあるバタフライ形状なのでキャッチの際の手の痛みも軽い。

#### DUNCAN製

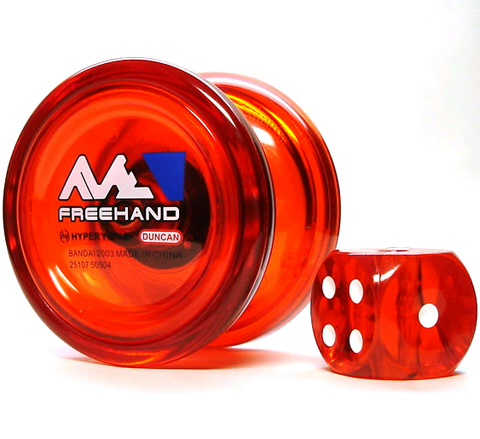
第2期最強のバタフライ型にして最高の名作となったフリーハンド。

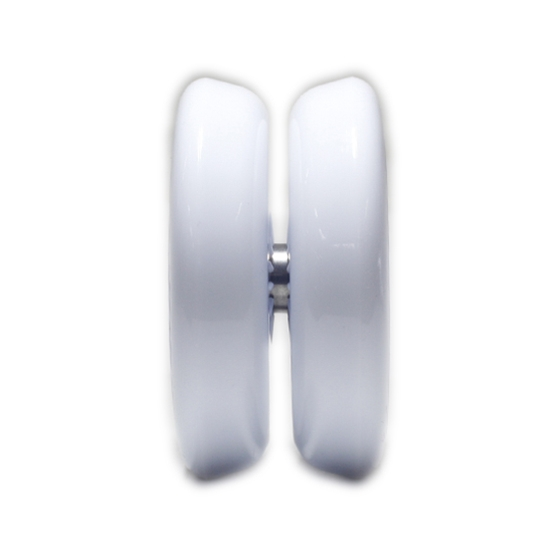
ソニックブレス側面。ベアリングも中径である。

初期に販売されたDUNCAN製のヨーヨーは、全てベアリングを装備せず、軸に直接糸をかける固定軸タイプだった。そのため、ブーム初期のものは値段は安い物が多く、性能はYOMEGA製ハイパーヨーヨーに比べると概ね劣る。ブーム後期以降はベアリングを採用した機種も登場し、値段もそれなりにする。第3期は自然界の属性をテーマとした製品名に変更され、イメージカラーは黒。
ハイパーインペリアル（第1期）、ハイパーミッドナイト（第1期）、ハイパーネオ（第1期）、ハイパーグロウ（第1期）
ベアリングを内蔵しない固定軸ヨーヨー。分解不可で、軸に直接糸をかける都合でスリープ力はよくない。軸に糸を2重にかけることでスリープしなくなり、クラシックなヨーヨーの遊び方が出来る。第1期の中ではもっとも安価で、初心者向けタイプに分類されていた。
ハイパーパピヨン（第1期）
バタフライ形状。ストリングプレイがやりやすい。内部の造りはインペリアルに近い。
ハイパーホイールズ（第1期）
パピヨンとほぼ同一性能だが、更に幅広になり重量も増している。サイドキャップはタイヤをデザインしたものになっている。
ハイパープロ（第1期）
細身の形状。ルーピングプレイに薦められる。ドクロの絵柄が特徴的。ハイパーミレニアムの登場により入れ替わりで販売終了となった。
ハイパーループ（第1期、第2期）、ハイパーループグロウ（第1期）、ウッドバレット（第3期）
ヨーヨーブーム中期に登場。木製ベアリングを内蔵する。名目上はベアリングであるが、この木製ベアリングは構造上ボディに固定されるため空転しない。したがって、2000年代以降では交換可能な木製軸として固定軸に分類される。購入直後は木製ベアリングにひっかかりが残るため戻りがよく、ルーピングプレイに向いている。スリープ力は皆無に等しい。使い込むと糸でベアリングが磨かれ、スリープ力がつく代わりに戻りが悪くなる。
ウッドベアリングの代わりにメタルバレット用のベアリングとスペーサーとレスポンスを取りつけることが可能。
ハイパーループフライ（第2期）
2004年発売。ハイパーループとの大きな違いは鼓型形状である点で、他は同じ木製ベアリングを内蔵している。こちらもメタルバレット用の軸周りの部品を取り付ける事で、実用的なレベルでストリングプレイが可能。
ハイパーワスプ（第1期）
中径金属ボールベアリング内蔵でレスポンスシステムにコルクスターを使用したヨーヨー。ルーピングプレイに向く。
フリーハンド（第2期）
2004年発売。ステルス型よりさらに溝が広い形状（バタフライ形状）と中径金属ベアリングにより、ストリングプレイに特化したタイプ。レスポンスシステムには、フリクションステッカーを使用。2000年代以降開発されたカウンターウェイトというプレースタイルを意識した商品で、カウンターウェイト用のおもり（ダイス）が付属する。
なお、カウンターウェイトは別名フリーハンドともいうが、当商品の名前とプレースタイル名が混同してしまうため日本では商品名をフリーハンド、プレースタイルをカウンターウェイトと呼ぶ傾向が強い。
2010年の時点でも大会レベルの使用に耐えうる数少ない機種である。ハイパーヨーヨーの名機と呼ばれることも少なくない。
ウインドオービット（第3期）
2010年6月発売。インペリアルに近い形状で中径金属ベアリングを搭載している。初等のルーピングプレイに最適。軸周りがフリーハンドと似ており、レスポンスシステムがルーピングステッカーなので使いこむほど摩耗していく。
フレイムウィング（第3期）
2010年9月発売。フリーハンドより少々狭い鼓型で中径金属ベアリングを搭載し、レスポンスシステムはハイパーワスプと同じコルク製ブレーキングパッドとなっている。
鼓型とはいえエッジが高めの形状なのでストリングプレイに特化しているわけではなく、ルーピングプレイと両立できる。この利点を活かして公式競技の『ブランドクロス』では持ち替えのタイムロス無しにトリックリストを完遂出来るヨーヨーという事で注目を浴びた。
メタルバレット（第3期）
2011年8月発売。ウッドバレットの形のボディに円形のゴム製レスポンスパーツと中径メタルベアリングを搭載したルーピング向きのモデル。
ソニックブレス（第3期）
2012年3月発売。ラウンド型とバタフライ型の中間にあたる「ディッシュ型」と呼ばれるボディー形状を持つ。ルーピングプレイとストリングプレイをバランス良くこなせる。両立型のフレイムウィングと比較して、こちらはどちらかと言うとルーピングプレイを若干得意とする。ベースモデルとなるPro-Zより先行で販売された珍しいヨーヨー。
スパークバット（第3期）
2012年10月発売。ハイパーパピヨンのリニューアルモデル。元の形状とスターバーストはそのままに、固定軸で分解不能だったのが大径メタルベアリングを搭載して分解出来るように変更された。第3期に登場したボールベアリング搭載機の中では最安値である。（900円+税）
トルケーヴ（第3期）
2013～2014年にかけてプレミアムバンダイ限定で発売された、フルメタル製バタフライ機種。色は黒で、大径UFO型ベアリングが搭載されている。
側面は三段に分かれたストレートな段差がついている。バインド対応。

#### YOYOFACTORY製
第3期から登場したメーカー。ストリングプレイに向いた機種が多い。星をテーマとした製品名になっており、イメージカラーは青。因みにYOYOFACTORY社のハイパーヨーヨー以外のヨーヨーは、フルメタルなど最上級者向きの機種が多数あり、1Aをはじめとする多くのプレイヤーから好評である。
ハイパーコメット（第3期）
2010年2月発売。薄型でスリーピングプレイ向き。ナイロントランスアクセルを装備し、分解は不可能。
マーキュリー（第3期）
2010年5月発売。中径金属ベアリングを搭載した鼓型であるためストリングプレイに向く。スターバーストが大きい。ボディーを捻ることで溝幅の調整が可能。空転中に大きな音が出る。
スターフライ（第3期）
2011年4月発売。丸みのある鼓型にプラスチックベアリングを搭載した、初級用ストリングプレイモデル。価格も廉価であるため子供や入門者にも手が出しやすい。これを始めとしたフライシリーズはベースモデルが無いという珍しい特徴を持つ。
ダイアルマーズ（第3期）
2011年6月発売。中径金属ベアリングを搭載した丸みのある鼓型機種。最大の特徴は円盤中央にあるダイアルで、これを回すことで溝にあるレスポンスパーツの幅を調整出来る。最大まで広げるとバインドに対応する。
ギャラクシーフライ（第3期）
2011年10月発売。スターフライと同じ鼓型でスター型のバーストと中径金属ベアリングを搭載している。そのベアリングは側面が凹んだUFO型になっており、回転中はストリングが中心に寄りやすくスターに干渉しにくい。
グラインドサターン（第3期）
2012年9月発売。ヨーヨー本体とは別にボディー中央部が独立回転するハブスタックシステムを搭載した完全新型のストリングプレイモデル。これにより軸の両側をつまんで90度傾けて紐を横に引っ張るだけで勢いよく空転する事が出来る。ギリギリ引き戻す事も出来るが、基本的にはバインド対応の機種。これもフライシリーズ同様にベースモデルが存在しない。
アストロフライ（第3期）
2013年7月発売。V型バタフライボディーで中径UFO型金属ベアリングを搭載している。レスポンスはスター型のバースト。ハイパーヨーヨーの中でもトップクラスの重みがある。
ディヴァルト（第3期）
2013年9月発売。メタルリムウェイトを搭載したローエッジの鼓型ボディーで大径UFO型金属ベアリングを搭載している。バインド対応機種。外周にはザラついた加工が施されている。ヨーヨーファクトリーにも形状が同じ機種はあるが、チューニングの違いがあり同じモデルでは無い。
エースラッシュ（第3期）
2013年11月発売。付属のキーでヨーヨーの溝の幅を調整できる機種で小径金属ベアリングを搭載している。ルーピングプレイに特化したモデル。ハイパーヨーヨーにおいてYOYOFACTORY製のルーピング特化機種はこれが最初で最後。
アクロナイザー（第3期）
2013～2014年にかけてプレミアムバンダイ限定で発売された、フルメタル製バタフライ機種。色は青で、側面内側と外側に大きな段差を持つ形状をしており、円周の内側より外側の比重が重いためスリープの長さは最高クラス。
更に大径UFO型ベアリングまで搭載されていて、バインド対応であるため純粋なまでにストリングプレイに特化したモデル。
第1～3期までに登場した全てのハイパーヨーヨーの中でも最高額の定価である。(8,000円+税)しかし、OEM元となったモデル『スーパースター』はもっと高価であった為、発売当時ではこれでも安い方であった。

#### バンダイ社純正モデル
ハイパーミレニアム（第1期）
ハイパープロの販売終了後に発売された、類似形状のループ機種。DUNCANブランドで発売されたが、バンダイのオリジナル製品である。ナイロンコーティングされた固定軸を持つ。キャップ内に鏡状のウェイトを持ち、適度な重量感と優れたデザインで国内でのループ回数記録を持っていた時期がある。この機種が流用された各種限定品がある。
ハイパードラゴン（第1期）
ブーム末期に発売されたモデル。細かく分解でき、用途に応じて別売りのボディ、ベアリング、ウェイト、アクセルを組み合わせたカスタマイズが可能。分解にはドラゴンツールという専用工具を用いる。細かく分解できることが逆にあだとなり、ボディ強度に難がある。
ボディ
HD-02 ストリングプレイタイプボディセット
ストリングプレイに適したつづみ型ボディのセット。
HD-08 ノーマルボディセット
基本となるノーマルボディのカラーバリエーション。
HD-10 コントロールループボディセット
コントロールエッジを付けたルーピング性能重視のボディセット。
HD-11 ソフトリングボディセット
ノーマルボディの外周にゴムリングが付いたボディ。柔らかくてキャッチの痛みが小さいが、スリープ中にストリングがエッジに触れると普段以上に空転が大きく減速する弱点を持つ。
HD-12 ヘヴィメタルボディセット
重量感のあるノーマル形状の金属製ボディセット。重いのでスリーピングプレイ向き。
HD-14 ストリングプレイタイプボディセット2
スリープに重点をおいたストリングプレイ用のボディのセット。ヨーヨーの円周上の重量を増加させているため安定したスリープをする。
HD-15 オフストリングプレイタイプボディセット
ポリカーボネイトのボディに軟質樹脂の外周部を採用したパーツ。オフストリングプレイ向きだが、ハイパードラゴン自体強度に難がある製品であり、地面に落下した際に部品が飛び散る等の事故が起こり得る為、好んで使用するスピナーは大変少なかった。
ベアリング
HD-03 メタルベアリングセット
ハイパードラゴン用の小径メタルベアリングとメタルスペーサー。
HD-04 ノンスリップベアリング
ハイパードラゴンに用いる内側が円形ではないナイロンベアリング。
HD-05 ナイロンベアリングセット
ハイパードラゴンに初期搭載されているナイロンベアリングと内側に嵌めるプロップリングのセット。
ウェイト
ハイパードラゴン内部に組み込むウエイト（おもり）。ボディに組み込むことでフライホイール効果を高める。
重いものほどスリープ力がアップするが、動かしにくくなる。
HD-01 リ・アレンジウエイトセット5g
HD-07 リ・アレンジウエイトセット7g
HD-09 ヘビィウエイトセット10g
HD-13 ヘヴィウエイトセット15g
アクセル
HD-06 メタルアクセル
基本セットに内蔵されているメタルアクセル。その断面は真円ではなく、楕円形に近い。
ハイパードラゴンTHPジャパンスペシャル（第1期）
ハイパードラゴンのボディが緑色に替わり、キャップのデザインも翼竜になっているバリエーションモデル。
ハイパードラゴンファイヤー（第1期）
ハイパードラゴン初期型及びTHPジャパンスペシャルの欠点だった、キャップの強度を素材を変更することで改善したモデル。青いラウンド型ボディに青い炎の模様が描かれている。
ハイパードラゴンアクア（第1期）
ファイヤーと同時に登場した、キャップの強度を改善したモデル。黒いバタフライ型ボディに白い波の模様が描かれている。
ハイパードラグーン（第1期）
ハイパードラゴンの後を受け発売されたカスタマイズ可能な機種。専用工具が不要となり、強度面でもある程度の改善がみられる。スタンダードとプロの2機種があり、スタンダードはベアリングのみが交換可能。プロはウェイトやベアリングにハイパードラゴンの物を流用できる。
ハイパークラスター（第3期）
2011年発売。ボディ・コア・ベアリング・スペーサーの4ブロックのパーツから一種類ずつ選んで自由に組み替える事が出来る、ハイパードラゴンの後継とも呼べる機種。従来の欠点だった強度が改善されているが、その反面少々精度が良くない。
ボディー
これの形状でトリックのしやすさが違ってくる。様々な形があるがループボディー型とウイングボディ型の二種類に大別される。
ループボディー
握り易い球の形をしており、ルーピングトリック用の基本とも言えるボディー。色は赤。
ウイングボディー
紐に乗せ易い鼓の形をしており、ストリングトリック用の基本とも言えるボディー。色は青。
マッハフェニックス
ループボディーと形は似ているが、それよりも重さが軽い。色は赤と白。白い部分が暗闇で光る蓄光タイプ。
ブレイズグリフォン
ウイングボディーと形は似ているが、それよりも重さが重い。色は紫。
スラッシュドラゴン
形や重さはループボディに近い。色は橙。
サンダードレイク
形状はストリングトリックに向いたウイング型だが、これはH(ヘキサ)型と呼ばれる角ばった形をしている。別売りのレーザーコアを取りつけるとドレイクの絵の口の部分が空転時に発光する。色は黒。
レジェンドクラスター
ルーピングトリックに向いた球型で、重さはループボディよりも軽くマッハフェニックスより重い。特撮ドラマ『ハイパーヨーヨー バーニング』の鍵を握るヨーヨー。色は金色。
スピードファルコン
ヘキサ型の形状。円盤の外周の中央部に金属製の輪の取り付けられており、サンダードレイクより更に長い空転が出来る。この構造はミッドシップと呼ばれる。色は緑。
マッハフェニックスEX
形状はマッハフェニックスと同じ。色は青と白。白い部分が暗闇で光る蓄光タイプ。
フラッシュフェンリル
ルーピングプレイ向きの非常に厚みが薄いディスク型ボディー。色はネオンイエロー。
メテオバハムート
シリーズで最も重いハーフメタルウィング型ボディー。中央が金属製でより一層空転が長持ちする。色はメタルブルーと黒。
キングクラスター
シリーズ最大のバタフライ型ボディー。色は白。暗闇で光る蓄光タイプ。
レーザーイーグル
初心者向きのルーピング・ストリングプレイの両立を目的としたダブル型ボディーと呼ばれる形状。レーザーコアⅡを使うと表側のイーグル絵の目が光る。色は水色。
コア
コアとは軸と一体型になったレスポンスのパーツの事で、戻り易さや紐の寿命に影響する。
スタータイプコア
軸周辺がギザギザの山になっているレスポンスを持つ。紐をその山に引っ掛けて戻す性質上、紐の寿命は短くなるがレスポンスへのダメージは小さい。
パッドタイプコア
軸周辺にシリコンパッドがある。こちらは紐との摩擦で引き戻す性質上、紐へのダメージは小さいがレスポンスの寿命が速い。
クラッチコア
スタータイプコアに遠心クラッチを搭載したコア。下記のCBとの併用が必須。取りつけた際の効果はハイパーブレインと同じである。
レーザーコア
スタータイプコアにLEDを搭載したコア。ヨーヨーが空転すると自動的にスイッチが入り、中のLEDが赤く光る。
レジェンドコア
パッドタイプコアよりも厚さの薄いパッドを持つコア。
ワイドコア
レスポンスはシリコンパッド。溝の幅がとても広いので空転中に紐が干渉しにくい反面、戻りは弱い。PB2かMB3しか使う事が出来ない。
パッドタイプコアⅡ
パッドタイプコアよりも厚さが薄いパッドを持つコア。厚さはレジェンドコアと同じ。
パッドタイプコアⅢ
パッドタイプコアよりも厚さが薄いパッドを持つコア。厚さはパッドタイプコアとパッドタイプコアⅡの中間。
ストリングコア
レスポンス部分が糸で出来た新型のコア。ルーピングプレイに向く。
スタータイプコアⅡ
形状と性能はスタータイプコアと同じ。色は白。暗闇で光る蓄光タイプ。
レーザーコアⅡ
形状と性能はレーザーコアと同じ。ヨーヨーが空転すると自動的にスイッチが入り、中のLEDが光る。LEDの色は青と緑。
ベアリング
スリープの長さを決定づける軸受けの部品。プラスチックベアリングとメタルベアリングの二種類に大別され、メタルベアリングを選んだ場合更にスペーサー取りつける必要がある。
プラスチックベアリング(PB)
回転数はメタルベアリングに劣るが、軸との摩擦が低いのでスリープはそれなりにある。メンテナンスがとても簡単である。
プラスチックベアリング(PB2)
ワイドコア専用の緑色のベアリング。
メタルベアリング(MB)
小径の金属製ベアリング。ルーピングプレイに向く。PBを上回るだけのそこそこのスリープの長さもある。
メタルベアリング(MB2)
中径の金属製ベアリング。紐とレスポンスの接触が小さくなるので戻りが悪くなる反面、スリープが長くなりストリングプレイに向く。専用のメタルスペーサー(S3)と併用しなければならない。
メタルベアリング(MB3)
大径の金属製ベアリング。側面が凹んでおりMB2より更に戻りが弱く、スリープが長く安定した性質を持つ。ワイドコアでしか使用できない。
クラッチベアリング(CB)
クラッチコア専用のプラスチックベアリング。ゴムリングが付いており、回転が弱まった時に遠心クラッチにそれを噛ませる事で引き戻す。
レジェンドベアリング
ミネベア製の小径ベアリング。大きさはMBと同じだが、内部のボールがセラミック製で、MBよりも長いスリープが出来る。加えて使い込むほどスリープが長くなるという特性がある。
メテオベアリング
レジェンドベアリングより大きいミネベア製の中径ベアリング。内部のボールがセラミック製であるため、使い込むほど更にスリープは長くなる。大きさはMB2と同じ。
スペーサー
軸に通してベアリングを両側から挟む部品。メタルベアリング専用となっている。ベアリングのガタつきを抑え、溝幅を調整する効果を持つ。
プラスチックスペーサー(S1)
MB若しくはレジェンドベアリング専用。ルーピングプレイに適している。
メタルスペーサー(S2)
MB若しくはレジェンドベアリング専用。ストリングプレイやスリーピングプレイに適している。
メタルスペーサー(S3)
MB2若しくはメテオベアリング専用。中径なので小径よりもストリングプレイやスリーピングプレイに適している。
メタルスペーサー(S4)
MB若しくはレジェンドベアリング専用。S2よりも溝の幅が狭くなる。
レジェンドスペーサー
MB若しくはレジェンドベアリング専用。S2よりも溝の幅が狭くなる為ルーピングプレイに適している。
メタルスペーサー(S5)
MB2若しくはメテオベアリング専用。S3よりも溝の幅が狭くなる。
ハイパーインフィニティー（第3期）
2011年4月発売。世界初のモーター搭載ヨーヨー。形状は鼓型で、アルカリ単四電池2本でモーターを回転させる機構により90分程度のスリープが可能である。そのため、スリーピングトリックとストリングトリックに適している。
メンテナンス用部品は専用でレスポンスストリング、ギアベアリング、ラバーフリクションの三種類が発売されている。詳細は後述。
アクセルオリジン（第4期）
2024年7月発売。ハイパーラッセルに似た形状をしている。ボールベアリングを3個搭載しており、両面のキャップも独立して回転する。この機構のためグラインドサターンと同じ要領で手に持ったままストリングを引っ張るだけで高速回転が出来る。これを『アクセルスピン』と呼ぶ。
アクセルウィング（第4期）
アクセルシステムを搭載し、ストリングプレイに向いたウィング形状をしている。
アクセルラウンド（第4期）
ハイパーレイダーに近いラウンド型のアクセルシステム搭載機。比較的重くて大きいので長時間のスリープが求められるピクチャー系やブランコ系のトリックに向く。
アクセルループ（第4期）
ドーナツ状の薄型ボディーの中心から突き出たアクセルディスクが特徴のルーピングプレイモデル。溝幅が狭く、手元に返ってきやすい。
ハイパーヨーヨーカプセル（第4期）
ガチャガチャのマシンから出てきたカプセルがそのままヨーヨーのボディーパーツになっており、それを裏返してシャフトやメタルベアリング、ストリングを組み付けることで、すぐに遊ぶことができるヨーヨー。ストリングプレイに向いたウィング形状。
ボディーの色は全部で6色あり、これがガチャガチャによるランダム要素である。色毎に付属するシールでデコレーションが可能。
また、本体を組み立てる際に余るパーツを組み合わせることで台座とすることができ、ヨーヨーを使っていない時に置いて飾れる。
第4期にして初のアクセルシステムが無い機種でもある。
歴代のボールベアリング搭載機の中でも最も定価が安い。（税込み800円）
アクセルブースト（第4期）
ウィング形状をした第二のアクセルシステム付きストリングプレイモデル。内部に搭載されたシリコンパッドと幅の広いボディで、戻しやすさとストリングトリックのしやすさを両立した。さらに高い回転力と大きなアクセルディスクによって、スロートリックやアクセルトリックにも適する。
発売日当日以降から空転中のブレが大きい個体の報告が相次ぎ、購入者の中には「絶対に買うな。」との声も挙がった

。
アクセルグラブ（第4期）
アクセルトリック特化モデル。丸みのあるバタフライ型ボディ本体の淵を外側から覆う程大きなアクセルディスクが特徴で、ヨーヨーの淵を掴んでままでのアクセルトリックが可能になった。
アクセルディスクが自力で回転しない上にボディの淵を覆ってしまっている為、地面を転がる必要があるウォーク・ザ・ドッグ系統のトリックは不可能。

#### HENRYS製
ハイパーバイパー（第1期）
大型かつ幅広い溝を有する。ボディ周辺がラバーで出来ており、落下の際の衝撃に強い。これはヨーヨー本体と糸を分離して行うオフストリングのための構造である。第1期に登場した全てのヨーヨー中でも定価が最高額の7,500円（税別）であった。

#### RUSSELL製
ハイパーラッセル（第1期）
コカ・コーラヨーヨーの時代から変わらない木製固定軸機種。更に『プロフェッショナル』と『スーパー』の2種があり、後者の方が重い。アニメ版超速スピナーの主人公、堂本瞬一が最初に手にするヨーヨー。

### メンテナンスパーツ

#### ストリング系
ヨーヨー専用の紐。長く細い1本の紐が半分に折られて縒ってある。ヨーヨーの紐はプレイ中に劣化し、最悪の場合プレイ中に切れることがあり危険なため、なるべくこまめに交換することが薦められている。
ハイパーストリングス（第1期）
綿100%製の白い紐。弾性にすぐれ、化繊より摩耗に強い。しかし、引っ張り強度が弱く、寿命が短い。
1期の序盤に限り3本セットで税抜き380円だったが、後に登場した5本セットで500円が主流になった。
ハイパーストリングス（第2期）、ハイパーストリング（第3期）
綿50% ポリエステル50%製で5本セットのストリング。従来品よりも格段に丈夫になったので切れにくい。ポリエステルの強靱さと、綿の当たりの柔らかさ・摩耗の強さを両立させた材質でルーピングに向く。
2期は白のみ。
3期は白・黄・黒・赤・青の5色があり、黒はダンカン、赤はヨメガ、青はヨーヨーファクトリーのイメージカラーを表す。歴代で最も単価が安い（5本で税込み500円）。
ハイパーストリングス イエロー（第2期）
ホワイトの亜種で綿50% ポリエステル50%製のストリングプレイ向きとされる黄色いストリング。このストリングはホワイトより細い。5本セット。
ハイパーインフィニティー用 レスポンスストリング（第3期）
ヨーヨーを引き戻すためにゴムチューブ（レスポンスチューブ）が通っているハイパーインフィニティー専用のストリング。
ハイパーストリング ポリ100（第3期）、アクセルストリング（第4期）
ストリングプレイでの滑りが良く、引っ張り強度に優れるポリエステル100%製のストリング。
3期ではパッド式レスポンスのヨーヨーにのみ適すると注意書きがあったが、同じ材質で作られている4期ではそのような文言は無い。
色は3期では白と黄色と青を混ぜて縒ったものを1本の紐としており、4期は1本あたりは単色だがカラーバリエーションが豊富である。
単価は3期では歴代で最も安く（5本で税込み500円）、逆に4期の3カラーエディションは史上最高額である（3本で税込み660円）。

#### リューブ系
ベアリング機種の軸とベアリングの間にさす潤滑剤。プレイ中に蒸発していくので、こまめに補給することが薦められている。なお、フリーハンド等2期以降のバタフライ形状の機種に関しては粘性のあるオイルやワセリンをさすことは推奨されていない。
メンテナンスオイル（第1期）
少し粘性のある油。回転性能の向上や潤滑目的ではなくヨーヨーの戻りをよくするためのもの。
ファイヤーボールなどはレスポンスシステムだけでは戻りにくいため、スリープ時に摩擦する部分に粘性のあるオイルをさすことで戻りをよくするために使用する。
2020年代でも2Aプレイヤーの中にはこの製品を推す者もいる。
メンテナンスワセリン（第1期〜第3期）
1期のオイル以上に粘性が強い潤滑剤。スリープ時間は短くなる代わりに戻りが強くなる。また、蒸発による消耗もオイルより遅い。
メンテナンスオイル（第3期）
同名である1期の製品とは異なり、メタルボールベアリング専用の粘性がとても弱いオイル。ストリングプレイモデルに向く。
ワセリンなどでグリスアップされたベアリングにオイルを差すことでグリスが抜け、 擬似的な脱脂効果を発揮するため空転しやすい。
完全に油分を抜いた状態のベアリングにオイルを差した場合、オイルとベアリングの摩擦で空転力は減少するが、オイルのベアリング保護効果によりベアリングの寿命が伸びる。
メンテナンスオイル（第4期）
ルーピングプレイモデル向きの粘性が強いオイル。金属製のコアベアリングに塗ることでヨーヨーの「戻り」を改善したり、ベアリングの消耗を和らげる。

#### ベアリング系
ナイロンベアリングセットF（第1期）、スピンフェニックス用 プラスチックベアリングセット（第3期）
ファイヤーボール、ステルスファイヤー、ハイパーインパルス、ファイヤーストーム、ファイヤーストームウィング、ヨーウォッチ、スピンフェニックスに用いる交換用の白いプラスチック製ベアリング。2個入り。
F=Fireの略。
ナイロンベアリングセットB（第1期）、クロスドラゴン用 プラスチックベアリングセット（第3期）
ハイパーブレイン、ステルスブレイン、エックスブレイン、メガブレイン、クロスドラゴン、ワイルドクローに用いる交換用のOリング付きナイロンベアリング。2組入りで、1期のみ更にOリングが3個付く。
1期は白色、3期は黒色。
B=Brainの略。
メタルベアリングセットR（第1期）、ストームタイガー用 メタルベアリングセット（第3期）
ハイパーレイダー、ステルスレイダー、ハイパーアールビーツー、ハイパーワープ、レブリム、ストームタイガー、スパイラルジャガーに用いる交換用の小径メタルベアリング。ベアリング1個につき2枚のメタルスペーサーが付く。
レイダー用金属ベアリングの穴の直径がファイヤーボール系の軸の太さより小さいため、このセットをファイヤーボール系には内蔵出来ない。
1期はスポンジでパーテーションされた専用のケースも付いていて、別売りのナイロンベアリングやウッドベアリングを丁度収められる。
3期は2組入りだがケースは無い。
R=Raiderの略。
ウッドベアリングセットL（第1期）、ウッドバレット用 ウッドベアリングセット（第3期）
ハイパーループ、ハイパーループグロウ、ハイパーループフライ、ウッドバレットに用いる交換用の木製ベアリング。2個入り。
メタルバレットのダウングレードも出来る。
L=Loopの略。
マーキュリー用 メタルベアリングセット（第3期）
マーキュリーに用いるスペーサーと一体化した中径メタルベアリング。2組入り。
ウィンドオービット用 メタルベアリングセット（第3期）
ウィンドオービットに用いる中径メタルベアリング。2個入り。
フレイムウィング用 メタルベアリングセット（第3期）
フレイムウィングに用いる中径メタルベアリングと専用のメタルスペーサーのセット。2組入り。
スターフライ用 プラスチックベアリングセット（第3期）
スターフライに用いるプラスチックベアリング。2個入り。
ギャラクシーフライのダウングレードも出来る。
ダイアルマーズ用 メタルベアリングセット（第3期）
ダイアルマーズに用いる中径メタルベアリング。2個入り。
ハイパーインフィニティー用 ギアベアリング（第3期）
ハイパーインフィニティーに内蔵されているモーターの回転動力を、ヨーヨー本体に伝えるギア付きのベアリング。ハイパーインフィニティー以外のヨーヨーに使用することはできない。
また、ベアリングの取り付け方向を間違えると回転せず、更に故障の原因にもなる。
バレットカスタムセット（第3期）
メタルバレットの中径メタルベアリングとメタルスペーサーとレスポンスパーツのセット。1組入り。
ハイパーループ系列のアップグレードにも使用可能。
フライカスタムセット（第3期）
ギャラクシーフライのUFO型中径メタルベアリングとメタルスペーサーのセット。1組入り。
スターフライのアップグレードにも使用可能。

#### レスポンス系
フリクションステッカー（第2期）
交換できるシール状のレスポンスシステム。裏面は接着面で、表面にゴムが吹き付けてある。このゴムは使用しているうちに磨り減っていき、最終的にはなくなってしまう。ゴムがなくなると紐を引いてもヨーヨーは戻ってこなくなるため、こちらも交換が必要になる。フリーハンドに貼り替える場合、2枚貼ると戻りが強すぎてストリングプレイに支障をきたす場合があるので、片側1枚だけ貼る方法が推奨されている。なお、ハイパーヨーヨーでフリクションステッカーを使用出来るのはフリーハンドとウインドオービットのみなので、表向きはそれら二者用のメンテナンスパーツであるが、2Aプレイヤーの中にはハイパーレイダーの同等機種に利用する者もいる。
ウインドオービット用 ルーピングステッカー（第3期）
3期に登場したフリクションステッカーの亜種でシリコンが吹き付けてある。従来品より消耗が遅くなっている。
フレイムウィング用 ブレーキングパッド（第3期）
3期に登場したフレイムウィング用コルクスター。貼り替えることで戻りを強くすることが出来る。ハイパーワスプにも流用可能。
ハイパーインフィニティー用 ラバーフリクション（第3期）
ハイパーインフィニティー専用のシリコン製レスポンスシステム。
レスポンスストリング付属のレスポンスチューブとの摩擦によりヨーヨーを引き戻す。
ダイアルマーズ用 フリクションパッド（第3期）
薄いシリコン製で円形の白いレスポンスパッド。

### アクセサリ

#### キャリー系
ハイパーヨーヨーケース（第1期、第2期）
ベルトに付けて持ち歩く為の革製ウェストポーチ。
ネックキャリー（第1期、第3期）
ヨーヨーを首にぶら下げて持ち歩く為のペンダント状ツール。横幅や直径が大きいヨーヨーは装着できない。
ハイパーヨーヨーホルダー （第2期）
レバー茄子鐶でバッグ等に括り付け、そこからぶら下がったゴム製リングでヨーヨーを固定して持ち歩く為のアイテム。
ハイパーホルダー（第3期）、アクセルホルダー（第4期）
金属製カラビナでズボンやバッグに括り付け、そこからぶら下がったゴム製リングでヨーヨーを固定して持ち歩く為のアイテム。

#### 収納系
スピナーズボックス（第1期、第2期）
ヨーヨー6個とメンテナンス用品を収納できる、取っ手付きキャリングケース。中身はスポンジのクッションでパーテーションされている。
スピナーズボックスヘヴィ（第1期）
ヨーヨー18個とより多くのパーツを収納できるケース。肩掛けのストラップ付き。
スピナーズケース（第3期）
初代と同じく、パーテーションされたスポンジが入ったキャリングケース。機種にもよるが収容できるヨーヨーは8～14個程度。パーテーションの位置も自在に変更可能。肩掛けのストラップ付き。

#### プロテクト系
フィンガープロテクター（第1期）
中指のフィンガーホールと触れる部分に巻き付けて使うテープ。ストリングにより締め付けられる痛みとストリングの痕を和らげる働きがある。
スピナーズグラブ（第1期）
中指と掌を保護する手袋。ストリングによる締め付けやヨーヨーをキャッチする際の衝撃の痛みから守る。掌の部分には滑り止めが付いている。右手用と左手用があり、それぞれS・M・Lサイズが存在する。
ハイパーグローブ（第3期）
スピナーズグラブと目的は同じく、手を保護する為の手袋。
スピナーズバンド（第3期）
中指をストリングから保護する為のバンド。テープだったフィンガープロテクターと違って使い捨てではなくなったが、子供用のサイズしかない。

#### その他
ゼリードリンク（第1期）
パウチ容器入りの公式ゼリー飲料。ビタミンB1、B2、B6入りに加えてビタミンC強化。
FACE OFFカード（第3期）
ヨーヨーを用いたカードゲーム。認定店でトリックに合格した者しか手に入らない非売品。カードには、認定トリック名とそのトリックを行うトップスピナーの写真、そしてトリックの3段階の成功基準とそれに応じた得点が載っている。

### ヨーヨー本体一覧
| 製品名                          | ブランド    | 形状                 | ベアリング     | レスポンス   | 税抜価格   | 発売年月   |
| ------------------------------- | ----------- | -------------------- | -------------- | ------------ | ---------- | ---------- |
| ハイパーインペリアル            | DUNCAN      | インペリアル         | 固定軸         | スター       | 680円      | 1997年3月  |
| ハイパーグロウ                  | DUNCAN      | インペリアル         | 固定軸         | スター       | 680円      | 1997年3月  |
| ハイパーネオ                    | DUNCAN      | インペリアル         | 固定軸         | スター       | 680円      | 1997年3月  |
| ハイパーミッドナイト            | DUNCAN      | インペリアル         | 固定軸         | スター       | 680円      | 1997年3月  |
| ハイパーパピヨン                | DUNCAN      | ラウンドバタフライ   | 固定軸         | スター       | 680円      | 1997年3月  |
| ハイパープロ                    | DUNCAN      | スリム               | 固定軸         | スター       | 850円      | 1997年4月  |
| ハイパーホイールズ              | DUNCAN      | ラウンドバタフライ   | 固定軸         | スター       | 850円      | 1997年4月  |
| ハイパーブレイン                | YOMEGA      | ノーマル             | クラッチ       | スター       | 2200円     | 1997年6月  |
| ファイヤーボール                | YOMEGA      | ノーマル             | ナイロン       | スター       | 2000円     | 1997年7月  |
| ステルスファイヤー              | YOMEGA      | ストレートバタフライ | ナイロン       | スター       | 2200円     | 1997年9月  |
| ステルスブレイン                | YOMEGA      | ストレートバタフライ | クラッチ       | スター       | 2400円     | 1997年10月 |
| ハイパーミレニアム              | BANDAI      | スリム               | 固定軸         | スター       | 680円      | 1997年10月 |
| ステルスレイダー                | YOMEGA      | ストレートバタフライ | 小径メタル     | スター       | 5000円     | 1997年12月 |
| ハイパーループ                  | DUNCAN      | ノーマル             | ウッド         | ウッド       | 1500円     | 1998年2月  |
| ハイパーレイダー                | YOMEGA      | ノーマル             | 小径メタル     | スター       | 5000円     | 1998年4月  |
| ハイパーミラージュ              | YOMEGA      | ノーマル             | ナイロン       | スター       | 3980円     | 1998年6月  |
| ハイパーループグロウ            | DUNCAN      | ノーマル             | ウッド         | ウッド       | 1700円     | 1998年7月  |
| ハイパーインパルス              | YOMEGA      | ノーマル             | ナイロン       | スター       | 2000円     | 1998年8月  |
| ハイパーアールビーツー          | YOMEGA      | ノーマル             | 小径メタル     | スター       | 5000円     | 1998年8月  |
| ハイパーワスプ                  | DUNCAN      | ノーマル             | 中径メタル     | コルク       | 5000円     | 1998年9月  |
| ハイパーバイパー                | HENRYS      | オフストリング       | 中大径メタル   | 無し         | 7500円     | 1998年10月 |
| ハイパーラッセル スーパー       | RUSSELL     | ラッセル             | 固定軸         | ウッド       | 680円      | 1998年12月 |
| ハイパーラッセル プロ           | RUSSELL     | ラッセル             | 固定軸         | ウッド       | 780円      | 1998年12月 |
| ハイパードラゴン                | BANDAI      | ノーマル             | ナイロン       | スター       | 2200円     | 1998年12月 |
| ハイパードラゴン THP-J          | BANDAI      | ノーマル             | ナイロン       | スター       | 2400円     | 1999年5月  |
| ハイパードラゴン ファイヤー     | BANDAI      | ノーマル             | ナイロン       | スター       | 2400円     | 1999年6月  |
| ハイパードラゴン アクア         | BANDAI      | ストレートバタフライ | ナイロン       | スター       | 2400円     | 1999年6月  |
| オールスターウルトラ            | YOMEGA      | インペリアル         | 固定軸         | スター       | 1200円     | 1999年7月  |
| エックスブレイン                | YOMEGA      | ノーマル             | クラッチ       | スター       | 2200円     | 1999年7月  |
| ファイヤーストーム              | YOMEGA      | インペリアル         | ナイロン       | スター       | 2000円     | 1999年8月  |
| ファイヤーストームウィング      | YOMEGA      | ストレートバタフライ | ナイロン       | スター       | 2200円     | 1999年8月  |
| ハイパーワープ                  | YOMEGA      | ノーマル             | 小径メタル     | スター       | 3600円     | 1999年8月  |
| ハイパードラグーン スタンダード | BANDAI      | ノーマル             | ナイロン       | スター       | 1000円     | 2000年4月  |
| ハイパードラグーン プロ         | BANDAI      | ノーマル             | ナイロン       | スター       | 2000円     | 2000年4月  |
| ヨーウォッチ                    | YOMEGA      | ノーマル             | ナイロン       | スター       | 1980円     | 2000年9月  |
| レブリム                        | YOMEGA      | スリム               | 小径メタル     | スター       | 3980円     | 2000年9月  |
| フリーハンド                    | DUNCAN      | ラウンドバタフライ   | 中径メタル     | パッド       | 2600円     | 2004年1月  |
| メガブレイン                    | YOMEGA      | ノーマル             | クラッチ       | スター       | 1280円     | 2004年1月  |
| ファイヤーボール                | YOMEGA      | ノーマル             | ナイロン       | スター       | 1280円     | 2004年1月  |
| ハイパーレイダー                | YOMEGA      | ノーマル             | 小径メタル     | スター       | 2500円     | 2004年1月  |
| ステルスファイヤー              | YOMEGA      | ストレートバタフライ | ナイロン       | スター       | 1280円     | 2004年3月  |
| ステルスレイダー                | YOMEGA      | ストレートバタフライ | 小径メタル     | スター       | 2500円     | 2004年3月  |
| ハイパースター                  | YOMEGA      | インペリアル         | 固定軸         | スター       | 600円      | 2004年7月  |
| ハイパーループ                  | DUNCAN      | ノーマル             | ウッド         | ウッド       | 850円      | 2004年9月  |
| ハイパーループフライ            | DUNCAN      | ストレートバタフライ | ウッド         | ウッド       | 850円      | 2004年9月  |
| モンスターシェル                | YOMEGA      | インペリアル         | 固定軸         | スター       | 800円      | 2010年2月  |
| ハイパーコメット                | YOYOFACTORY | スリム               | プラスチック   | スター       | 800円      | 2010年2月  |
| ウッドバレット                  | DUNCAN      | ノーマル             | ウッド         | ウッド       | 800円      | 2010年3月  |
| クロスドラゴン                  | YOMEGA      | ノーマル             | クラッチ       | スター       | 1800円     | 2010年4月  |
| マーキュリー                    | YOYOFACTORY | ラウンドバタフライ   | 中径メタル     | スター       | 1800円     | 2010年5月  |
| ウィンドオービット              | DUNCAN      | インペリアル         | 中径メタル     | パッド       | 1800円     | 2010年6月  |
| スピンフェニックス              | YOMEGA      | ノーマル             | ナイロン       | スター       | 1800円     | 2010年7月  |
| フレイムウィング                | DUNCAN      | ストレートバタフライ | 中径メタル     | コルク       | 1800円     | 2010年9月  |
| ストームタイガー                | YOMEGA      | ノーマル             | 小径メタル     | スター       | 1800円     | 2010年11月 |
| ハイパークラスター(ループ)      | BANDAI      | ノーマル             | プラスチック   | スター       | 1500円     | 2011年2月  |
| ハイパークラスター(ウィング)    | BANDAI      | ラウンドバタフライ   | プラスチック   | スター       | 1500円     | 2011年2月  |
| ハイパーインフィニティ          | BANDAI      | ラウンドバタフライ   | ギア           | パッド       | 3800円     | 2011年4月  |
| マッハフェニックス              | BANDAI      | ノーマル             | プラスチック   | パッド       | 1500円     | 2011年4月  |
| スターフライ                    | YOYOFACTORY | Hプロファイル        | プラスチック   | スター       | 900円      | 2011年4月  |
| ダイアルマーズ                  | YOYOFACTORY | Hプロファイル        | 中径メタル     | パッド       | 2200円     | 2011年6月  |
| ブレイズグリフォン              | BANDAI      | ラウンドバタフライ   | 小径メタル     | スター       | 1600円     | 2011年7月  |
| メタルバレット                  | DUNCAN      | ノーマル             | 中径メタル     | パッド       | 1200円     | 2011年8月  |
| スラッシュドラゴン              | BANDAI      | ノーマル             | クラッチ       | スター       | 1600円     | 2011年9月  |
| ギャラクシーフライ              | YOYOFACTORY | Hプロファイル        | 中径凹型       | スター       | 1200円     | 2011年10月 |
| サンダードレイク                | BANDAI      | ステップストレート   | 中径メタル     | スター       | 1800円     | 2011年11月 |
| スパイラルジャガー              | YOMEGA      | ノーマル             | 小径メタル     | スター       | 2000円     | 2012年1月  |
| レジェンドクラスター            | BANDAI      | ノーマル             | 小径セラミック | パッド       | 2500円     | 2012年2月  |
| ソニックブレス                  | DUNCAN      | ディッシュ           | 中径メタル     | スター       | 1200円     | 2012年3月  |
| マッハフェニックスEX            | BANDAI      | ノーマル             | 小径メタル     | パッド       | 1500円     | 2012年4月  |
| スピードファルコン              | BANDAI      | ラウンドバタフライ   | 大径凹型       | パッド       | 2000円     | 2012年4月  |
| フラッシュフェンリル            | BANDAI      | スリム               | 中径メタル     | ストリング   | 1600円     | 2012年7月  |
| フリーズワイバーン              | YOMEGA      | Hプロファイル        | 大径メタル     | パッド       | 1600円     | 2012年8月  |
| グラインドサターン              | YOYOFACTORY | ステップストレート   | 大径メタル     | パッド       | 2500円     | 2012年9月  |
| スパークバット                  | DUNCAN      | ラウンドバタフライ   | 大径メタル     | スター       | 900円      | 2012年10月 |
| メテオバハムート                | BANDAI      | ラウンドバタフライ   | 中径セラミック | パッド       | 2800円     | 2012年11月 |
| キングクラスター                | BANDAI      | ステップラウンド     | 小径メタル     | スター       | 2200円     | 2013年2月  |
| レーザーイーグル                | BANDAI      | ディッシュ           | 中径メタル     | スター       | 2000円     | 2013年3月  |
| ワイルドクロー                  | YOMEGA      | ノーマル             | クラッチ       | スター       | 1600円     | 2013年4月  |
| アストロフライ                  | YOYOFACTORY | Hプロファイル        | 中径凹型       | スター       | 1400円     | 2013年7月  |
| ディヴァルト                    | YOYOFACTORY | ステップストレート   | 大径凹型       | パッド       | 3800円     | 2013年9月  |
| エースラッシュ                  | YOYOFACTORY | ノーマル             | 小径メタル     | スター       | 2800円     | 2013年11月 |
| スタヴィティー                  | YOMEGA      | ラウンドバタフライ   | 大径メタル     | パッド       | 3000円     | 2014年2月  |
| トルケーヴ                      | DUNCAN      | ステップストレート   | 大径凹型       | パッド       | 5500円     | 2014年2月  |
| アクロナイザー                  | YOYOFACTORY | Hプロファイル        | 大径凹型       | パッド       | 8000円     | 2014年2月  |
| アクセルオリジン                | BANDAI      | ラッセル             | 中径メタル     | スター       | 1800円     | 2024年7月  |
| アクセルウィング                | BANDAI      | ステップストレート   | 中径メタル     | スター       | 2300円     | 2024年10月 |
| アクセルラウンド                | BANDAI      | ノーマル             | 中径メタル     | スター       | 2600円     | 2024年12月 |
| アクセルループ                  | BANDAI      | スリム               | 小径メタル     | スター       | 2500円     | 2025年3月  |
| ハイパーヨーヨーカプセル        | BANDAI      | ステップストレート   | 中径メタル     | スター       | 727円      | 2025年6月  |
| アクセルブースト                | BANDAI      | ステップストレート   | 中径メタル     | パッド       | 3400円     | 2025年7月  |
| アクセルグラブ                  | BANDAI      | ラウンドバタフライ   | 小径メタル     | スター       | 2900円     | 2025年9月  |
| (製品名)                        | (ブランド)  | (形状)               | (ベアリング)   | (レスポンス) | (税抜価格) | (発売年月) |

### パーツ・アクセサリ一覧
| 製品名                                           | 種別         | 個数   | 税抜価格   | 発売年   |
| ------------------------------------------------ | ------------ | ------ | ---------- | -------- |
| ハイパーストリングス                             | ストリング   | 3      | 380円      | 1997年   |
| ハイパーヨーヨーケース                           | キャリー     | 1      | 950円      | 1997年   |
| メンテナンスオイル                               | リューブ     | 1      | 680円      | 1997年   |
| テクニックビデオ                                 | ビデオ       | 1      | 2980円     | 1997年   |
| ハイパーストリングス                             | ストリング   | 5      | 500円      | 1997年   |
| ハイパーヨーヨーテクニックス                     | 書籍         | 1      | 762円      | 1997年   |
| スピナーズボックス                               | 収納         | 1      | 1380円     | 1997年   |
| フィンガープロテクター                           | プロテクト   | 1      | 300円      | 1997年   |
| ネックキャリー                                   | キャリー     | 1      | 780円      | 1998年   |
| ハイパーヨーヨーコレクション                     | 書籍         | 1      | 680円      | 1998年   |
| ハイパーヨーヨーメンテナンス                     | 書籍         | 1      | 680円      | 1998年   |
| テクニックビデオ プロスピナーズプログラム        | ビデオ       | 1      | 2980円     | 1998年   |
| ナイロンベアリングセットF                        | ベアリング   | 2      | 480円      | 1998年   |
| ナイロンベアリングセットB                        | ベアリング   | 2      | 580円      | 1998年   |
| メタルベアリングセットR                          | ベアリング   | 1      | 2600円     | 1998年   |
| ウッドベアリングセットL                          | ベアリング   | 2      | 480円      | 1998年   |
| メンテナンスワセリン                             | リューブ     | 1      | 680円      | 1998年   |
| フリースタイル シングルハンドマスター            | ビデオ       | 1      | 2980円     | 1998年   |
| フリースタイル ダブルハンドマスター              | ビデオ       | 1      | 2980円     | 1998年   |
| Yo For It                                        | 音楽CD       | 1      | 952円      | 1998年   |
| WARP SPEED                                       | 音楽CD       | 1      | 952円      | 1998年   |
| スピナーズグラブ                                 | プロテクト   | 1      | 1680円     | 1998年   |
| スピナーズボックスヘヴィ                         | 収納         | 1      | 3980円     | 1998年   |
| ゼリードリンク                                   | ドリンク     | 1      | 200円      | 1998年   |
| ハイパーヨーヨートリックス                       | 書籍         | 1      | 933円      | 1998年   |
| ハイパーヨーヨーフリースタイル                   | 書籍         | 1      | 719円      | 1998年   |
| ハイパーヨーヨーテクニックス'98                  | 書籍         | 1      | 798円      | 1998年   |
| ハイパーヨーヨーマニアックス                     | 書籍         | 1      | 977円      | 1998年   |
| ボディパラダイスシール                           | シール       | 1      | 250円      | 1998年   |
| ハイパースイング                                 | キーホルダー | 1      | 200円      | 1998年   |
| シールメンバーズ                                 | シール       | 6      | 285円      | 1998年   |
| カードダス                                       | カード       | 4      | 100円      | 1998年   |
| ウィンドブレーカー                               | ファッション | 1      | 5900円     | 1998年   |
| リブ長袖黒Tシャツ                                | ファッション | 1      | 2900円     | 1998年   |
| Vネックトレーナー                                | ファッション | 1      | 3900円     | 1998年   |
| ラグラントレーナー                               | ファッション | 1      | 3900円     | 1998年   |
| セットイントレーナー                             | ファッション | 1      | 3600円     | 1998年   |
| スポーツソックス                                 | ファッション | 2      | 800円      | 1998年   |
| ソックス                                         | ファッション | 2      | 600円      | 1998年   |
| パンツ（L・M）                                   | ファッション | 1      | 1300円     | 1998年   |
| パンツ（他）                                     | ファッション | 1      | 1000円     | 1998年   |
| バスタオル                                       | ファッション | 1      | 2500円     | 1998年   |
| キーリール                                       | ファッション | 1      | 780円      | 1998年   |
| 本皮チェーンウォレット                           | ファッション | 1      | 2800円     | 1998年   |
| チェーンウォレット                               | ファッション | 1      | 2000円     | 1998年   |
| ディパック                                       | ファッション | 1      | 3900円     | 1998年   |
| ライセンスポーチ                                 | ファッション | 1      | 1500円     | 1998年   |
| ウェストポーチ                                   | ファッション | 1      | 2000円     | 1998年   |
| 3wayスチューデントバック                         | ファッション | 1      | 3900円     | 1998年   |
| キャップ                                         | ファッション | 1      | 2000円     | 1998年   |
| メッシュキャップ                                 | ファッション | 1      | 2000円     | 1998年   |
| へアバンドリスト                                 | ファッション | 1      | 1000円     | 1998年   |
| ハンカチ                                         | ファッション | 1      | 400円      | 1998年   |
| バンダナ                                         | ファッション | 1      | 600円      | 1998年   |
| ハンドタオル                                     | ファッション | 1      | 600円      | 1998年   |
| 白Tシャツ                                        | ファッション | 1      | 2000円     | 1998年   |
| ラグランTシャツ                                  | ファッション | 1      | 2600円     | 1998年   |
| カラーTシャツ                                    | ファッション | 1      | 2600円     | 1998年   |
| ポロシャツ                                       | ファッション | 1      | 3900円     | 1998年   |
| ハーフパンツ                                     | ファッション | 1      | 2900円     | 1998年   |
| HD-01 リ・アレンジウエイトセット5g               | ウェイト     | 2      | 350円      | 1998年   |
| HD-02 ストリングプレイタイプボディセット         | ボディ       | 2      | 680円      | 1998年   |
| HD-03 メタルベアリングセット                     | ベアリング   | 1      | 600円      | 1998年   |
| HD-04 ノンスリップベアリング                     | ベアリング   | 1      | 200円      | 1998年   |
| HD-05 ナイロンベアリングセット                   | ベアリング   | 1      | 200円      | 1998年   |
| HD-06 メタルアクセル                             | アクセル     | 1      | 200円      | 1998年   |
| HD-07 リ・アレンジウエイトセット7g               | ウェイト     | 2      | 450円      | 1999年   |
| HD-08 ノーマルボディセット                       | ボディ       | 2      | 680円      | 1999年   |
| HD-09 ヘヴィウエイトセット10g                    | ウェイト     | 2      | 500円      | 1999年   |
| HD-10 コントロールループボディセット             | ボディ       | 2      | 680円      | 1999年   |
| HD-11 ソフトリングボディセット                   | ボディ       | 2      | 780円      | 1999年   |
| HD-12 ヘヴィメタルボディセット                   | ボディ       | 2      | 3800円     | 1999年   |
| HD-13 ヘヴィウエイトセット15g                    | ウェイト     | 2      | 600円      | 1999年   |
| HD-14 ストリングプレイタイプボディセット         | ボディ       | 2      | 780円      | 1999年   |
| HD-15 オフストリングプレイタイプボディセット     | ボディ       | 2      | 1500円     | 1999年   |
| ハイパーストリングス                             | ストリング   | 5      | 500円      | 2004年   |
| メンテナンスワセリン                             | リューブ     | 1      | 680円      | 2004年   |
| フリクションステッカー                           | レスポンス   | 4      | 450円      | 2004年   |
| ハイパーストリングス(イエロー)                   | ストリング   | 5      | 500円      | 2004年   |
| ハイパーヨーヨーホルダー                         | キャリー     | 1      | 350円      | 2004年   |
| ハイパーストリング                               | ストリング   | 5      | 476円      | 2010年   |
| ウッドバレット用ウッドベアリングセット           | ベアリング   | 2      | 476円      | 2010年   |
| クロスドラゴン用プラスチックベアリングセット     | ベアリング   | 2      | 476円      | 2010年   |
| マーキュリー用メタルベアリングセット             | ベアリング   | 2      | 667円      | 2010年   |
| ウィンドオービット用メタルベアリングセット       | ベアリング   | 2      | 667円      | 2010年   |
| ウィンドオービット用ルーピングステッカー         | レスポンス   | 4      | 476円      | 2010年   |
| スピンフェニックス用プラスチックベアリングセット | ベアリング   | 2      | 476円      | 2010年   |
| フレイムウィング用メタルベアリングセット         | ベアリング   | 2      | 667円      | 2010年   |
| フレイムウィング用ブレーキングパッド             | レスポンス   | 4      | 476円      | 2010年   |
| ストームタイガー用メタルベアリングセット         | ベアリング   | 2      | 667円      | 2010年   |
| ハイパーネックキャリー                           | キャリー     | 1      | 600円      | 2010年   |
| ハイパーグローブ                                 | プロテクト   | 1      | 1200円     | 2010年   |
| スピナーズケース                                 | 収納         | 1      | 1800円     | 2010年   |
| メンテナンスワセリン                             | リューブ     | 1      | 686円      | 2010年   |
| ハイパーホルダー                                 | キャリー     | 1      | 686円      | 2010年   |
| ハイパーインフィニティ用レスポンスストリング     | ストリング   | 3      | 476円      | 2011年   |
| ハイパーインフィニティ用ラバーフリクション       | レスポンス   | 4      | 476円      | 2011年   |
| ハイパーインフィニティ用ギアベアリングセット     | ベアリング   | 2      | 476円      | 2011年   |
| スターフライ用プラスチックベアリングセット       | ベアリング   | 2      | 476円      | 2011年   |
| ダイアルマーズ用メタルベアリングセット           | ベアリング   | 2      | 667円      | 2011年   |
| ダイアルマーズ用フリクションパッド               | レスポンス   | 4      | 476円      | 2011年   |
| バレットカスタムセット                           | ベアリング   | 1      | 524円      | 2011年   |
| フライカスタムセット                             | ベアリング   | 1      | 476円      | 2011年   |
| スピナーズバンド                                 | プロテクト   | 1      | 305円      | 2012年   |
| ハイパーストリング ポリ100                       | ストリング   | 5      | 476円      | 2013年   |
| メンテナンスオイル                               | リューブ     | 1      | 780円      | 2013年   |
| アクセルストリング                               | ストリング   | 4      | 600円      | 2024年   |
| アクセルホルダー                                 | キャリー     | 1      | 900円      | 2024年   |
| アクセルストリング-3カラーエディション-          | ストリング   | 3      | 600円      | 2024年   |
| メンテナンスオイル                               | リューブ     | 1      | 900円      | 2025年   |
| アクセルストリング-ホワイトエディション-         | ストリング   | 10     | 1500円     | 2025年   |
| (製品名)                                         | (種別)       | (個数) | (税抜価格) | (発売年) |

## トリック

### 第1期

#### ベーシックレベル（1997年）
当初「○級」と呼ばれていたため、これに限っては数字が小さい程高等なテクニックとされる。
10 ロングスリーパー
ヨーヨーを下に向かって投げ下ろし、一定時間スリープ（空回りさせること）させた後に引き戻す、全ての基礎と言えるトリック。このレベルの場合は3秒。
9 ウォーク・ザ・ドッグ
いわゆる「犬の散歩」。スリープさせた状態のヨーヨーを床に付け、一定距離走らせた後で引き戻す。
8 ザ・クリーパー
ウォーク・ザ・ドッグの発展形の技で、ヨーヨーを走らせつつ手を地面スレスレまで下ろしストリングを地面に寝かせる形にした後引き戻す。
7 フォワードパス
ヨーヨーを下から前方に向かって投げ、そのまま引き戻してキャッチする。
6 ブレイク・アウェイ
ヨーヨーを肩の上あたりに構え、真横外側に向かって上から投げ下ろし、そのまま下半回転をさせた後にキャッチ。
5 ブランコ
ヨーヨーをスリープさせた状態にし、ストリングで三角形を作り、ブランコに見立ててヨーヨーを三角形の中で揺らす。
4 ロケット
スリープ状態でストリングを指から外し、上に投げ上げた後キャッチ。
3 エレベーター
スリープ状態でストリングの真ん中あたりを指に掛けて持ち上げ2つに折り、手側のストリングをヨーヨーの溝にいれる。その後滑車の要領でヨーヨーを上まで引き上げたら跳ね上げてキャッチ。
完了するとヨーヨーを逆向きに持つことになるが、これで成功である。
2 アラウンド・ザ・ワールド
フォワードパスの要領で前に投げ、そのまま1回転振り回した後、前方に戻ってきたらキャッチ。
1 ループ・ザ・ループ（3回）
前に投げて引き戻し、戻ってきたところをキャッチせずに手首の返しで再び前に投げる事を繰り返す。

#### スーパーレベル（1997年）
1. UFO
  - ヨーヨーを水平に寝かせた形で持ち、肩の上辺りから斜め前に投げ出した後ストリングの中ほどを持ち上げ、横向きにスリープさせる。右肩の上から左前方に投げ出す左向きと、左肩の上から右前方に投げ出す右向きの2つで1セット。
2. トウキョウタワー
  - ストリングプレイ。ストリング部分で東京タワーの形を作り、一定時間保持した後に戻してキャッチ。
3. ドッグバイト
  - スリープさせ引き戻すときに服を巻き込ませ噛み付かせる。噛み付かせるのはズボンでもシャツでもいいが、ある程度余裕のある大きさの服を着ていないと厳しい。このトリックに限って、最後はキャッチして終わる必要は無い。
4. スリー・リーフ・クローバー
  - ループ・ザ・ループを上斜め・前・下斜めと違う方向に向け、三つ葉のクローバーを象る。
5. ループ・ザ・ループ（10回）
6. ブレイン・ツイスター
  - ストリングプレイ。ストリングのヨーヨーに近い辺りを指に掛けて持ち上げ、ヨーヨー本体の下を通って手をストリングの前方側まで持ってくる。そのままストリングを自分側に押して前向きに丸ごと1回転させた後、右手だけ上に引き上げ逆向きに回転させるようにヨーヨーをストリングで弾いて前方に投げ出した後キャッチ。
7. ムーンサルト
  - ブレイク・アウェイと同様に横に投げ出し、反対側に来たところでヨーヨーの近くに指を当ててヨーヨーをターンさせ、ストリングの上に着地させる。乗せたらストリングを張ってヨーヨーを弾き上げると同時に当てていた指を引っ込め、キャッチ。
8. ストップ&ダッシュ
  - ブレイン・ツイスターと同様にストリングを回した後両手の高さを揃え、その状態のままヨーヨーを引き戻して一旦キャッチする。その後右手を下に勢いよく引っ張り再びスリープさせた後キャッチ。
9. ホームラン
  - ザ・クリーパーとUFOの合体技のようなトリック。UFOの要領で横向きに投げ出した後、自分の横側の地面の、ストリングが伸びきる程度の距離の地点に置きそのまま円を描くように半回転させる。反対側まで来たら引き戻し、戻ってきたところをループ・ザ・ループの要領で一度前に投げ出してループを行い、その後キャッチ。
10. ループ・ザ・ループ（30回）

#### ハイパーレベル（1997年）
当初は、このレベルが最終レベルとなっており、これを全てクリアした人には「プロスピナー」の称号とともに記念デザインのヨーヨーやカードなどのプレゼントを行っていた。
1. ピンホイール
  - スリープさせた後、ストリングの端付近を爪などに引っ掛ける。滑車の要領で勢い良くヨーヨーを引き上げ、途中で糸をつまみ、引き上げた勢いでヨーヨーを3回転ほど振りまわす。回したらヨーヨーをおろしてキャッチする。
2. マジック
  - ストリングプレイ。反対側の手に綾取りのようにストリングを絡めて行き、最後に一度に引き抜いて元に戻してからキャッチ。比較的時間がかかるので、スーパーレベル以下のストリングプレイよりもスリープ力が要求される。
3. ダブル・オア・ナッシング
  - ムーンサルトの発展トリック。ブレイク・アウェイの要領で投げた後、反対側の手→糸を付けている手→反対側の手と糸をかけて行き（つまり1回転半する）、指にかかった糸の一番前の部分にヨーヨーを乗せる。最後は跳ね上げると共に一度に指を全て引き抜いてキャッチする。
4. サイドワインダー
  - スリープ状態から自分の側面側にヨーヨーを跳ね上げ、さらに横向きになったUFOのような形にして糸を回転させつつ巻き取ってキャッチする。右と左と両方出来てワンセットである。
5. バレルロール
  - ブレイン・ツイスターの導入部の様にヨーヨーを紐で引っ掛けるが、輪の部分は小さめにしておく。その状態で右手で輪になった糸を手前に引っ張ると、その反動でヨーヨーが手前の糸に乗る。これを延々と繰り返していく。
6. ムーンサルト・バックフリップ
  - ムーンサルトの発展トリック。通常のムーンサルトでストリングの上に乗せた後、ヨーヨーの方に身体を向け、逆向きのブレイン・ツイスターを行う。逆向きなので真上にヨーヨーを跳ね上げる形になり、そのままキャッチする。
7. スプリット・ジ・アトム
  - 『アトムマウント』と呼ばれる三角形を作り、その糸の輪の中でヨーヨーを乗せたり外したりした後、最後は2回転させてから三角形の形を解く。アトムマウント系の中でも基本となるトリックである。
8. アトミック・ファイヤー
  - アトムマウントを作ってから1回転させ、そこからヨーヨーを前方の糸へ押し出すように乗せてから、両手を半回転させてまたヨーヨーを外し、それをまた前方の糸へ乗せて・・・・といった手順を延々と繰り返す。回数を増やせば増やすほど右手に糸が巻きついていき、三角形の大きさも段々小さくなる。
9. シュート・ザ・ムーン（3回）
  - 文字通り三日月を描くルーピングプレイ。斜め上前方に投げ出した後、通常のループだと自分の手の上を通らせて下から投げ出すが、自分の手の下を通らせ上に引き上げる形で真上に投げ上げる。上から戻ってきたら、今度は通常のループと同じ要領で下から投げ出し前斜め上に投げる。ヨーヨーが顔のすぐ近くを通過するため、慣れないと危ない。
10. ダブル・ループ（5回）
  - 唯一のダブルハンド・トリックで、花形。両方の手にヨーヨーを持ち、交互にループ・ザ・ループを繰り返す。

#### THP JPSレベル・シングルハンド部門（1998年）
1. ローラー・コースター
  - ムーンサルト→逆1.5回転のダブル・オア・ナッシングのような技→ダブル・オア・ナッシングと連続で行い、最後は弾くのではなく逆回転で全て解いた後にキャッチ。
2. アドバンスド・スプリット・ジ・アトム/ピンホイール
  - ピンホイールを3周行い、そこからアトミック・ファイヤーに入って3回転させる。その後二重にストリングスを巻くスプリット・ジ・アトムに繋げてから三角形の形を解き、前方へ強く押し出す。戻ってきたヨーヨーを1回ループさせてからキャッチ。
3. バーティカル・ループ（10回）
  - シュート・ザ・ムーンの要領で上に投げた後、真上で逆回転のループ・ザ・ループを行う。
4. ループ・ザ・ループ（200回）
5. シュート・ザ・ムーン（20回）
6. リジェネレーション（2分）
  - トリックとして分類されているが、フリースタイルのような技。ヨーヨーを一度もキャッチせずに2分間の間トリックをやり続けられれば合格となる。ロングスリーパーだけをやり続ける等の時間稼ぎや、ヨーヨーが止まってしまったものを巻きなおしたりしなければ、どんなトリックを組み合わせて2分間にするかは自由。具体的な規定は以下の通り。
    - 20トリック以上を行う。
    - 『ブランコ』や『トウキョウタワー』等、ヨーヨーがぶら下がっているだけのトリックは個数に含めない。
    - ヨーヨーを3秒以上静止させてはならない。
    - グラビティ・プルを行うと失格になる。
    - 同じトリックが明らかに多い場合も禁止。但し、例外で以下のトリックは何度でも用いて良い。
      - リジェネレーション・オブ・スピン
      - タイダル・ウェーブ（スキン・ザ・キャット）
      - ムーンサルト・リジェネレーション
      - タイム・ワープ
      - ワープ・ドライブ
      - ウィンドシールド・ワイパー

    - ルーピングプレイとストリングプレイをバランス良く取り入れる。更にストリングプレイはロングスリーパーを礎とする縦型のトリックと、ブレイクアウェイを礎とする横型のトリックもバランスよく行う。但し、そのバランスの良さの定義がトリックの時間なのか、或いは個数のどちらであるかは不明。
    - 手がヨーヨーに触れるだけであればキャッチとは見做されない。従って、通常のトリック完了時のキャッチに失敗である状況ならば、このトリックでは失格にはならない。具体的には以下の通り。
      - ウォーク・ザ・ドッグの後に戻ってきたヨーヨーを一瞬手に触れて前方に投げ返す。
      - ドッグバイトの後に2.9秒以内に衣服からヨーヨーを外して、グラビティ・プルをせずに他のトリックに移る。
      - ストップ＆ダッシュの途中で回転を止めて2.9秒以内に再回転。
7. スルー・ザ・トンネル・トラピーズ
  - アラウンド・ザ・ワールドから股の下を通す縦向きムーンサルトにつなげる。脚は終始着地していること。
8. ビハインド・バック・トラピーズ
  - 体の前面ではなく背後を通して行うムーンサルト。
9. ワンハンド・トラピーズ
  - アラウンド・ザ・ワールドから肩を使い、片手だけでムーンサルト（トラピーズ）を行う。
10. ビハインド・バック・ループ（10回）
  - 一度前に投げ出した後、わきの下を通してヨーヨーを背後に回し、背面でループ・ザ・ループを行う。
11. ロングスリーパー（1分）
  - スピナーは時計を見てはならない。
  - 審査員は計時はするが経過時間・残り時間等の質問には答えない。

#### THP JPSレベル・ダブルハンド部門（1998年）
1. ダブル・ループ（10回）
2. ダブル・アラウンド・ザ・ワールド（3回）
3. クリスクロス（10回）
  - ダブル・ループを、両方のヨーヨーのストリングスが交差するような軌道で行う。もちろんタイミングを完全に交互になるようにしないと絡まる。
4. ミルク・ザ・カウ（10回）
  - 両手でホップ・ザ・フェンス（下向きの、リバースループと同じ前回転のループ）を行う。
5. キャトル・クロッシング（10回）
  - ミルク・ザ・カウを、クリスクロスと同様に交差させる。
6. ライド・ザ・ホース（10回）
  - 右手はホップ・ザ・フェンス、左手は通常のループ・ザ・ループを行う。手は逆でも可。
7. シュート・ザ・ムーン/ループ・ザ・ループ（10回）
  - 右手はシュート・ザ・ムーン、左手はループ・ザ・ループを行う。手は逆でも可。シュート・ザ・ムーンの往復回数をカウントするので、必然的にループ・ザ・ループは十数回以上行うことになる。
8. ワーリーバード（10回）
  - 両手それぞれで、通常のループ・ザ・ループと、手の外側を通すアストロ・ループを交互に行うジェミニ・ループをする。
9. レイ・オン・バック（10回）
  - ダブル・ループを行いながら徐々に上に向き、そのまま地面に仰向けに寝て、寝たまま上に向かってダブルループを行う。10回は完全に地面に寝てからのカウント。
10. パンチング・バッグ（10回）
  - 右手はリバースループ、左手は通常のループ・ザ・ループを行う。手は逆でも可。
11. ダブル・シュート・ザ・ムーン（5回）

#### フリースタイル（1998年）
THPジャパンプロスピナーレベルの全22トリックに合格した者だけが挑める最終関門。
審査員の目の前で、課題曲に合わせて3分間で30種以上のトリックを取り入れて、自由な構成で演技を行う。
採点基準は明確になっておらず、ストリングプレイとルーピングプレイをバランス良く行い、シングルハンドとダブルハンドもバランス良く行い、プレイ中は笑顔であること等、様々な厳しい課題がスピナーに課せられ、審査員は技術力や表現力を審査するだけでなく、ヨーヨーの検品も行う。
これに合格したスピナーにはTHPジャパンへの加入権が与えられた。

#### エクストラトリック（1998年）[33]
公式発表トリックのうち、認定制度範囲外のトリック集。番号は難易度を表すものではなく、若い番号ほど古い日付で収録された。
1. スペースシャトル
2. シューティングスター
3. ダンクシュート
4. スパイダーベイビー
5. フラッグ
6. テキサスカウボーイ
7. ブランコ・イン・ブランコ
8. ツインブランコ
9. オートバイ～ネクタイ
10. バンク・デポジット
11. ワープドライブ
12. オーバー・ザ・フェンス
13. ミルク・ザ・カウ
14. フライング・イール
15. ビル・スペシャル
16. エンジェル・ウィング
17. ステルスファイヤー
18. スキン・ザ・キャット
19. リジェネレーション・オブ・スピン
20. アラウンド・ザ・ワールド・ムーンサルト
21. ムーンサルト・リジェネレーション
22. アストロ・ループ
23. トンネル
24. ツーハンド・スター
25. タイム・ワープ
26. ハーフ・オア・ナッシング

#### バイパートリックス（1998年）[34]
ハイパーバイパー向きのトリック集。オンストリングはバタフライ型であればどんなハイパーヨーヨーでもプレイ可能だが、オフストリングをプレイする際には必ずハイパーバイパー、若しくは社外品ではあるが4A専用のヨーヨーを用いた方が良い。
オンストリングトリック
通常のヨーヨーと同じく、ヨーヨーにストリングがついた状態でプレイするトリック。
1. ビル・スペシャルⅡ（4回）
2. ボヨンボヨン（3往復）
3. アトミック・レボリューション

オフストリングマウント
ヨーヨーをストリングにつないでいない状態で、ヨーヨーをストリングにのせたり、引き戻したりするタイプのトリック。
1. フォワード・パス・マウント
2. ドロップ・マウント
3. バウンス・キャッチ・マウント
4. ブレインツイスター・マウント
5. ブレイクアウェイ・マウント
6. オーバー・ザ・フォール・マウント
7. シュート・ザ・ムーン・マウント

オフストリングトリック
1. バイパー・ワインダー
2. グラビティ・プル（3回）
3. フォワード・パス（4回）
4. バイパー・バレル・ロール（5回）
5. バイパー・ブランコ（3往復）
6. バイパー・エレベーター
7. トス・アンド・キャッチ（3回）
8. バイパー・ローラー・コースター
9. バイパー・スプリット・ジ・アトム
10. オービット・ザ・レッグ（3回）
11. ラッソー・キャッチ（3回）

#### ベーシックレベル99（1999年）
このレベルのみ、認定会では固定軸のヨーヨーを用いらねばならない。
1. オーバー・ザ・フォール
2. アストロ・ループ（5回）
3. ホップ・ザ・フェンス（3回）
4. オートバイ
5. アラウンド・ザ・コーナー
6. サブウェイ
7. ロケット・イントゥ・ザ・ポケット
8. ラトル・スネイク
9. バンク・デポジット
10. ダブル・ムーンサルト

#### スーパーレベル99（1999年）
1. ブランコ・イン・ブランコ
2. トリプル・オン・ムーンサルト
3. シューティング・スター・ブランコ
4. スパイダー・ベイビー
5. ストップ&UFO
6. ドッグ・ジャンプ・スルー・ザ・フープ
7. ハーフ・オア・ナッシング
8. ワープ・ドライブ（3回）
9. ジェミニ・ループ（20回）
10. ダンク・シュート

#### ハイパーレベル99（1999年）
1. アラウンド・ザ・ワールド・ムーンサルト
2. タイム・ワープ
3. クレイジー・ピンホイール
4. クレイジー・ブランコ
5. オーバー・ザ・フェンス（5回）
6. トリプル・オア・ナッシング
7. ボヨン・ボヨン（3回）
8. ソーラー・エクリプス
9. ダブル・クリーパー
10. ダブル・アストロ・ループ

#### ベーシックレベル2000（2000年）
1. グラビティ・プル（3回）
2. スローダウン（3回）
3. ロング・スリーパー
4. ウォーク・ザ・ドッグ
5. フォワード・パス
6. ザ・クリーパー
7. ループ
8. ブレイク・アウェイ
9. アラウンド・ザ・ワールド
10. ブランコ

#### スーパーレベル2000（2000年）
1. エレベーター
2. トウキョウタワー
3. UFO
4. ドッグバイト
5. スリー・リーフ・クローバー
6. ブレイン・ツイスター
7. ムーンサルト
8. ストップ&ダッシュ
9. ホームラン
10. ループ・ザ・ループ（5回）

#### ハイパーレベル2000（2000年）
1. ピンホイール
2. マジック
3. ダブル・オア・ナッシング
4. サイドワインダー
5. バレルロール
6. ムーンサルト・バックリップ
7. スピリット・ジ・アトム
8. アトミック・ファイヤー
9. シュート・ザ・ムーン
10. ダブル・ループ

### 第2期

#### 基本（2004年）
スローダウン
ハイパーヨーヨーに於いて最も基本となる投げ方。
ヨーヨーから出るストリングが上から出ているかを確認してヨーヨーを持ち、掌を上に向けながら手首を内側にして構える。
その手を真っ直ぐ下に投げ下ろす。手首のスナップを利かせればヨーヨーにしっかりと回転がかかる。
ヨーヨーが一番下に行く手前で引き上げる。ただ、ヨーヨーにしっかりと回転が掛かっていれば、手首を使って掌を上に上げるだけでヨーヨーが戻ってくるので、そこをキャッチする。
グラビティ・プル
昔ながらのヨーヨー遊びで上下運動を繰り返すトリック。
掌を下に向けてヨーヨーを持つ。腕を前に伸ばし、手を腹の高さで構える。そして、手を開いてヨーヨーを手放す。
ヨーヨーが一番下に下がる前になったら、腕を伸ばしたままで手を上に上げる。
手を上げるとヨーヨーは上に上がっていく。
手まで戻ってきたらキャッチ。

#### ベーシックレベル（2004年）[35]
1. ロングスリーパー
2. ウォーク・ザ・ドッグ
3. フォワードパス
4. クリーパー
5. ブレイクアウェイ
6. アラウンド・ザ・ワールド
7. ブランコ
8. ループ・ザ・ループ
9. ムーンサルト
10. ブレインツイスター

#### アドバンスレベル（2004年）
1. エレベーター
2. リバース・アラウンド・ザ・ワールド
3. UFO
4. タワー
5. ドッグバイト
6. ピンホイール
7. ストップ&ダッシュ
8. ホップ・ザ・フェンス
9. ムーンサルト・バックフリップ
10. ループ・ザ・ループ21

#### スーパーレベル（2004年）
1. ワインダー
2. バイク
3. ソバ
4. サイドワインダー
5. ツイスティング アラウンド・ザ・ワールド
6. アウトサイドループ
7. ワンハンドスター
8. ワープドライブ
9. ボトムマウント ブレインツイスター
10. オーバーザフォール

#### フリーハンド専用（2004年）
360°（スリーシックスティー）
唯一のカウンターウェイトトリック。
まず利き手でカウンターウェイト（ダイス）を握ったままムーンサルトを行う。
ヨーヨー左右に揺らして、利き手の反対方向にヨーヨーが揺れた所でその勢いを利用してストリングを押すと同時にカウンターウェイトを手放し、輪を持った指を軸にカウンターウェイトを1回転させる。
1周して利き手の手元に戻って来たカウンターウェイトをキャッチし、ムーンサルトの形を解いてヨーヨーをキャッチする。

### 第3期

#### 基本（2010年）
スローダウン
（第2期 基本を参照）
グラビティ・プル
（第2期 基本を参照）

#### スーパーレベル（2010年）
以下の12種の内、10種のトリックの認定に合格すればスーパーレベルはクリアとなる。
ロング・スリーパー
（第1期ベーシックレベル参照）
スター・テイル
ロング・スリーパーの状態から、ヨーヨーの近くのストリングを左手の人差し指にかけ持ち上げ、同時に右手を少し下に下ろす。左手の人差し指でストリングを上に弾いてヨーヨーを跳ね上げてから右手のひらでヨーヨーをキャッチする。
フォワード・パス
（第1期ベーシックレベル参照）
ブレイク・アウェイ
（第1期ベーシックレベル参照）
サイド・シュート
フォワードパスのような投げ方。ただし前方ではなく横方に投げる。
ロケット
（第1期ベーシックレベル参照）
ウォーク・ザ・ドッグ
（第1期ベーシックレベル参照）
クリーパー
（第1期ベーシックレベル参照）
エレベーター
（第1期ベーシックレベル参照）第1期とは異なり、ヨーヨーを頂上まで引き上げた後、跳ね上げずにそのまま下に降ろしてからキャッチ。
ブランコ
（第1期ベーシックレベル参照）
ループ・ザ・ループ3
（第1期ベーシックレベル参照）
アラウンド・ザ・ワールド
（第1期ベーシックレベル参照）

#### ハイパーレベル1st（2010年）
以下の12種の内、10種のトリックの認定に合格すればハイパーレベル1stはクリアとなる。
オーバー・ザ・フェンス（3回）
スローダウンの要領でヨーヨーを前後に振り下ろし3往復する。シュート・ザ・ムーンと同様、第一投はカウントされない。
フェニックス・ホイール
ムーン・サルトの要領でヨーヨーを投げたら、左手人差し指と中指で紐を掴み、反動でピンホイールのようにヨーヨーを3回転以上振り回す。
ワインダー
ヨーヨーの回転静止時に紐を伸ばした状態で、左手でヨーヨーに急回転を与え紐を巻き戻してキャッチ。完璧に引き戻せない場合、一度だけ引き上げが許される。
ストップ&ダッシュ
（第1期スーパーレベル参照）
ユーフォー
（第1期スーパーレベル参照）
ツー・ハンド・スター
ピクチャー系のストリングプレイ。ストリング部分で星の形を作り、一定時間保持した後に戻してキャッチ。
サイド・ワインダー
（第1期ハイパーレベル参照）
ループ・ザ・ループ10
（第1期スーパーレベル参照）
ワープ・ドライブ
ループ・ザ・ループを1回してから、キャッチせずにアラウンド・ザ・ワールドに繋げて1周したらキャッチ。
ブレイン・ツイスター
（第1期スーパーレベル参照）
ムーン・サルト
（第1期スーパーレベル参照）
タイダル・ウェーブ
スター・テイルを行うが、キャッチする前に1度ループをしてからキャッチ。タイダル・ウェーブとは『津波』の意で一時期オフィシャルサイトのトリックの項目から削除されたことがある。別名『スキン・ザ・キャット』

#### ハイパーレベル2nd（2011年）
以下の12種の内、10種のトリックの認定に合格すればハイパーレベル2ndはクリアとなる。
タイム・ワープ
アラウンド・ザ・ワールドを1周してから、ヨーヨーが戻ってきたところをキャッチせずに手首を返して逆方向のアラウンド・ザ・ワールドを行う。この後ヨーヨーが真下まで来てからキャッチする。
アストロ・ループ（3回）
投げ出したヨーヨーを腕の外側を通しながら手首を返してループさせる。
ダブル・オア・ナッシング
（第1期ハイパーレベル参照）
ホップ・ザ・フェンス10
スローダウンをしてヨーヨーが戻ってきたら、腕の手前側から向こう側へ飛び越していくように手首を返す。この下向きのループを10回繰り返し、最後は掌を下向きにしてキャッチする。
リジェネレーション・オフ・スピン
フォワード・パスの要領で前方に投げてから、ヨーヨーが戻ってきたところをキャッチをせずに真下へと手首を返しロング・スリーパーへと繋ぐ。3秒以上スリープさせたらキャッチ。このトリックを応用すれば数分間キャッチをせずに様々なトリックを行うことが出来る。
ループ・ザ・ループ30
（第1期スーパーレベル参照）
トリプル・ムーン・サルト
ムーン・サルトの要領で横向きに投げたらヨーヨーをストリングに三重に乗せる。最後はそれをほどいてキャッチ。
ザ・ホップ(3回)
まずムーン・サルトを行う。その後でストリングに乗ったヨーヨーを目の高さ以上に高く跳ね上げる。落ちてくるヨーヨーをストリングで受け止め、また跳ね上げの繰り返しを3回以上行う。
ジャグリング・トラピーズ
ローラーコースターの要領でムーン・サルト→右手側のストリングに乗るトラピーズを行い、そこからまたムーン・サルトの形に戻す。その後でムーン・サルト・バックフリップをしてキャッチ。
ビッグ・タワー
トウキョウタワーをより複雑な形にしたピクチャー系のトリック。
スプリット・ジ・アトム
（第1期ハイパーレベル参照）atom=原子の意。そのため福島第一原子力発電所事故の影響を受け、オフィシャルサイトから削除されたことがある。
アトミック・ファイヤー
（第1期ハイパーレベル参照）このトリックも原子力をイメージさせる技名のため、オフィシャルサイトから削除されたことがある。

#### ハイパーインフィニティー向きトリック（2011年）
マッハ・ダッシュ・スタート
ハイパーインフィニティー専用のトリック。ストリングをたるまないように張ってからヨーヨーを弾いて回転を与える。こうするとモーターが起動して空転が始まる。
マジック
（第1期ハイパーレベル参照）
インフィニティー・ロール
ハイパーレベル5（1997年）のバレル・ロールと同じ。

#### スペシャルトリック（2011年）
上記全てのトリックをマスターし、それでももの足りない者の為のトリック集。こちらは認定会で挑戦することは出来ない。
ドレイク・アイ
ドレイク・スピン
（別名:マッハ・ファイブ）
インフィニティ・ロール
ドレイク・ブレイク
ソニック・ホール
（第3期マスターレベル参照）
レジェンド・クロス・ザ・ワールド
ツイスティング・アラウンド・ザ・ワールドの応用トリック。体の右側で円を描いたら、次はヨーヨーを左側へ持って行き円を描く。以降右→左→右と交互に繰り返したらキャッチ。

#### マスターレベル（2012年）
第3期最高峰の認定トリック集。このレベルのみバインドでのキャッチが認められる。バインドを除く15種全てに合格することがクリア条件で、達成するとマスタースピナーの称号とライセンスカードが与えられた。
バインド
これは認定トリックではなく、各ストリングプレイ後のキャッチの際に用いられるトリック。引いても戻ってこないヨーヨーを逆方向のムーン・サルトおよびボトムマウントの要領で紐に乗せたら、輪になった部分を軽く捩り、手放す事で巻き戻る。
ソニック・ホール
フェニックス・ホイールを左右交互に行っていき、ダブル・オア・ナッシングの形を作る。
マッハ・ファイブ
アトムマウントの中央にヨーヨーを固定させて両手をゆっくりと回す。
テレポーテーション
ボヨン・ボヨンとも呼ばれる。アトムマウントの中で右手を垂直に素早く上下させることにより、ヨーヨーが前と後ろの紐に乗りながらその間を往復する。
ジェミニ・ループ（3回）
ループ・ザ・ループとアストロ・ループを1周ずつ交互に行う。内外1セットを1回と数える。
ダブル・ループ（3回）
（第1期ハイパーレベル参照）第1期とは異なり、左右同時でも交互でも認定される。
ダブル・アラウンド・ザ・ワールド（1周）
（第1期THPジャパンプロスピナーレベル参照）
エルボー・ラップ
アラウンド・ザ・ワールドを行い、一度肘に紐を巻きつけてから体を半回転させて紐を外す。
フリーズ・ブレス
アトムマウントを作り、左手に掛かった紐を右手に掛け、それを片手で内側と外側へ交互に振り回す。
スピア・ホップ
ザ・ホップの発展トリック。真上・真横・真下の順にヨーヨーを跳ね上げる。
バブル・トラピーズ
ローラー・コースターとは逆に、まずダブル・オア・ナッシングを行い、そこからヨーヨーを跳ね上げて1本ずつ指に巻き付いた紐を外していき、最後はムーン・サルトの形にする。
ジャイロ
ムーン・サルトの形から、左手で輪になった部分を掴んで引っ張り、紐の中央で固定されたヨーヨーを180度手前に回転させる。
グラインド・ツイスター
ブレイン・ツイスターをし終える直前に腕を交差させて、そこに張られた紐にヨーヨーを乗せる。
スパイダー・ベイビー
紐で蜘蛛の巣の形を作り、左手側に出来た輪にヨーヨーをぶら下げてブランコを行う。
スピア・ループ
スリー・リーフ・クローバーの発展トリック。真上に3回、正面に3回、真下に3回の順にループを行う。
ドラム・ロール（3回）
ミルク・ザ・カウとほぼ同義ではあるが、こちらは左右同時に行う事で認定される。

### 第4期
このシーズンから難易度による分別を廃止し、プレイスタイルで区分されるようになった。

#### アクセルトリック（2024年）
ボディーとキャップが独立して回転する機構を用いたトリックの系統。これらのトリックをプレイするには、アクセルシステム搭載機でなければならない。
001 アクセル・スピン
アクセルトリックの最も基本となるトリック。
静止したヨーヨーを利き手とは反対の手で両面のアクセルディスク（キャップ）を挟むようにして持つ。
そのまま利き手のストリングを真横に引っ張りながら両手を広げると、手に持ったままヨーヨーが回転する。
両手を近付けてストリングを全て巻き取ってから回転を止める。
002 アクセル・スピン15
上記を15秒以上回転させてからキャッチ。
003 アクセル・リピート
アクセル・スピンを連続5回以上繰り返す。
004 アクセル・パス
アクセル・スピンを行い、ストリングが伸びきった時点でヨーヨーを持った方の手を放し、ストリングを巻き取ってキャッチする。
005 アンタイ・グラビティ
利き手の掌を上に向け、ヨーヨーを持った手を真上に持ち上げてアクセル・スピンを行う。
ストリングが伸びきった所で手を放し、落ちてくるヨーヨーをキャッチする。
006 サムライ・アクセル
抜刀術をイメージしたトリック。
ヨーヨーを持った手を腰の位置に固定したまま、利き手を勢いよく引っ張ってアクセル・スピンを行う。
ヨーヨーの位置は動かさずにストリングを巻き取る。
007 アクセル・スリーパー
ヨーヨーを縦方向に持ち、利き手の掌を下に向けてから真上に引っ張り、ヨーヨーを持った手を放すとスリープする。
そうしたら利き手を引っ張ってキャッチする。
008 アクセル・DNA
真横にアクセル・スピンを行い、ストリングを張ったまま利き手をヨーヨーの真上に移動させる。
そうしてヨーヨーを持った手の親指を放すとストリングが螺旋を描いて巻き取られていく。
009 アクセル・ウォーク・ザ・ドッグ
ヨーヨーからストリングが手前側に出ている状態でアクセル・スリーパーを行う。
そのままヨーヨーを地面の上で前転させ、30cm以上進めたらキャッチする。
010 アクセル・ブランコ
アクセル・スリーパーの後、ストリングで三角形を作り、その中でヨーヨーを3往復以上させる。
019 アクセル・オン
アクセル・スピンを行ったらヨーヨーを持った手の親指を放したまま、掌の上で5秒以上回転させる。
020 グラウンド・アクセル
地面の上でアクセル・スピンを行うトリック。
片側のアクセルディスクを地面、若しくは机の上に設置させ、利き手ではない手で上からもう片方のアクセルディスクを押さえつけたまま、利き手のストリングを引っ張って回転させる。
021 アーチェリー・アクセル
弓を引いて構える動作をイメージしたトリック。
ヨーヨーを真正面に構えたまま、利き手を引っ張って回転させる。
022 アクセル・ザ・ドッグ
アクセル・スピンをした後、しゃがんで両手を地面の位置まで下げて、ヨーヨーを自分の手元に戻ってくるように地面で転がせてキャッチする。
023 アクセル・UFO
水平にアクセル・スピンを行い、UFO（第1期スーパーレベル1）の形に繋げる。
水平状態を1秒以上維持し、最後は跳ね上げてキャッチする。
024 アクセル・サイド・アラウンド
真横にアクセル・スピンを行い、正面で時計回りに大きく1周させる円を描いてキャッチする。
025 アクセル・トルネード
水平にアクセル・スピンを行い、ヨーヨーを真上に放り投げると同時に利き手をヨーヨーの真下に移動させる。するとストリングが螺旋を描いて巻き戻るので、掌を上に向けてキャッチする。
026 アクセル・チェーンソー
アクセル・リピートとグラウンド・アクセルの合わせ技
地面、若しくは机の上でアクセルリピートを5回以上行い、最後は3秒以上回転させる。
027 ハンド・クロス・リピート
両手を広げるのと公差させる形でのアクセル・リピートを交互に行う。
アクセル・リピート中に「右手が上・左手が下」「左手が上・右手が下」を各1回以上行う。
028 サムライ・スイング
サムライ・アクセルを行い、ヨーヨーを持った手を放してヨーヨーを前方に送り出す。
戻ってくるヨーヨーを掌を上に向けてキャッチする。
029 サムライ・アラウンド
サムライ・スイングでヨーヨーを前方に送り出したら、そのまま利き手反対側でヨーヨーを大きく1周円を描いてキャッチする。
030 アクセル・クリーパー
アクセル・スリーパーを行い、ザ・クリーパーへと繋げる。
031 アクセル・スター・テイル
アクセル・スリーパーを行い、スター・テイル（第3期スーパーレベル）へと繋げる。
ヨーヨーを持ち上げた状態を3秒以上維持する。
032 アクセル・エレベーター
アクセル・スリーパーを行い、エレベーター（第3期スーパーレベル）へと繋げる。
033 ヘンシン
特撮ヒーローの変身ポーズをイメージしたトリック。
ヨーヨーを終始臍の位置に固定したまま、利き手（右）を左斜め上の方向にストリングを引き、そこから右横まで移動させる。
そうしたら右手をヨーヨーに近付けてストリングを巻き取る。
034 アクセル・フィンガー・ムーンサルト
真横にアクセル・スピンを行い、ヨーヨー側のストリングを折り曲げてムーンサルト（第1期スーパーレベル7）の形になるようストリングにヨーヨーを乗せる。
その状態を1秒以上維持した後、ヨーヨーを跳ね上げてからキャッチする。
035 アンダー・ホールド
真横にアクセル・スピンを行い、ヨーヨーを持った手を一旦手放す。そのまま振り子のように描いて元の場所に戻ってきたヨーヨーを、利き手の反対の手でアクセルディスクを下から掴む。
055 アクセル・ワインダー
フリーハンドで静止したヨーヨーのアクセルディスクを持ち、利き手でヨーヨーに強く回転をかけてストリングを一気に巻き取るトリック。
ヨーヨーを1度だけ弾いて巻き取る。ヨーヨーから出ているストリングの長さが15cm以内であれば合格。アクセル・スピンに繋げて巻き取ってもOK
056 ボディ・アクセル・ワインダー
体の上でヨーヨーを転がすことでストリングを巻き取るトリック。
ヨーヨーを1度だけ転がして巻き取る。アクセル・スピンに繋げて巻き取ってもOK
057 キャット＆ドッグ
ストリングが前方から出た状態でアクセル・スリーパーを行い、地面を転がらせる。すると後方にヨーヨーが転がる『ウォーク・ザ・キャット』になるので、それを30cm以上転がらせる。
続いて、回転したヨーヨーのアクセルディスクだけ掴んで半周捩じるかアクセル・リピートを行う。そのまま地面を転がらせると前方に転がる『ウォーク・ザ・ドッグ』になるので、それを30cm以上転がらせる。
058 ネズミハナビ
グラウンド・アクセルの状態で利き手からストリングを外し、同時にヨーヨーを抑えているフリーハンドを放す。すると鼠花火の如くヨーヨーがその場で空転するので、それを3秒以上維持する。
059 グラウンド・DNA
グラウンド・アクセルからDNAを行うトリック。
ヨーヨーが地面に着いた状態でストリングが螺旋を描いており、最後までストリングを巻き取ると合格。
060 シラハドリ
アクセル・スリーパーからロケットを行い、落ちてくるヨーヨーを両手で左右から挟み込むように抑える。そのままヨーヨーの空転が止まるまでキープ。
アクセルディスクを両手で挟んだ状態でヨーヨーの周りをストリングが1周以上回転させられらば合格。
061 アクセル・オン・ターン
アクセル・オンからストリングを1周させるトリック。アクセル・スピンの状態で利き手にストリングを3.4周ほど巻き付けてから行い、ストリングをたるませないようにヨーヨーの周りを1周させる。
062 アクセル・トゥ・ムーンサルト
アクセル・スピンからヨーヨーを浮かせてムーンサルトに繋げるトリック。アクセル・スピンを行い、利き手の反対を離してヨーヨーを上に浮かせる。直後にその手の人差し指を上からヨーヨー近くのストリングに当ててムーンサルトを行う。
063 オーバー・ホールド
空中にあるヨーヨーを上からホールドするトリック。動いているヨーヨーのアクセル・ディスクを上からつかむ。
064 ペンデュラム・ホールド
振り子のように動かしたヨーヨーをホールドするトリック。アクセル・サイド・アラウンドと同じようにヨーヨーを利き手の反対の側に落とし、そのまま逆方向に振る。ヨーヨーが利き手の近くに来たら、その手でヨーヨーをつかみ、1秒以上キープする。
069 イリュージョン・タワー
タワーを作る過程でフリーハンドの親指を向こう側へ捩じってから、ヨーヨー付近のストリングを取る形でタワーを作る。
そのタワーを解こうとすると輪の結び目が出来てしまうが、アクセルディスクをフリーハンドで掴んだまま結び目ごとストリングを巻き取る。
最後にアクセル・スピンで勢い良く引っ張ると、輪の結び目が解けている。
071 ラッソー・オン
ラッソーを行い、1周したところでアクセル・オンを3秒以上維持してから巻き取る。
076 ウェービング・リピート
腕を捻りながらアクセル・リピートを行う。手の上下は3回以上入れ替える。
078 アクセル・スピン30
001を30秒以上空転させてからキャッチ。
086 ワールド・エンド
アクセル・サイド・アラウンドを行い、1周したところでオーバー・ホールドを3秒以上維持してから巻き取る。
097 ノールック・DNA＜AKIRA＞
ヨーヨーが見えない背中側でアクセル・DNAを行う。
098 ツイステッド・DNA＜TORU＞
体をひねってアクセル・DNAを行う。
099 ジャンピング・DNA＜TAKUMI＞
アクセル・DNAから膝でヨーヨーを跳ね上げてキャッチする。
100 ゲノム・DNA＜HAJIME＞
手を背中側に回し、アクセル・DNAを行う。
101 ライジング・DNA
逆さま状態でアクセル・DNAを行う。ヨーヨーが上にある状態でストリングが「らせん」を描いており、最後までストリングを巻き取る。
102 サイド・DNA
横向き状態でアクセル・DNAを行う。ヨーヨーが横にある状態でストリングが「らせん」を描いており、最後までストリングを巻き取る。

#### スロートリック（2024年）
従来のスリーピングプレイに相当するスタイル。第3期以前にストリングプレイとして分類されていたピクチャー系やブランコ系のトリックもこの部類に含まれる。
011 ロング・スリーパー
（第1期ベーシックレベル参照）
012 クラップ・キャッチ
スリープ状態から利き手の反対の手で利き手の甲を叩き、その反動でヨーヨーを戻してキャッチする。
013 アイスクリーム・コーン
ストリングで「アイスクリーム・コーン」の形を作るトリック。
形を作ってから1秒以上維持する。
014 フラッグ
ストリングで『×』印の旗の形を作るトリック。
形を作ってから1秒以上維持する。
015 スター・テイル
（第3期スーパーレベル参照）
016 ブランコ
（第1期ベーシックレベル参照）
017 ウォーク・ザ・ドッグ
（第1期ベーシックレベル参照）
018 クリーパー
（第1期ベーシックレベル参照）
048 ロケット
（第1期ベーシックレベル参照）
頭より高くヨーヨーを投げ、キャッチ時にヨーヨーから出ているストリングの長さが15cm以内であれば合格。
049 タワー
第1期スーパーレベル『トウキョウタワー』と同じ。
050 パワー・スリーパー
スローの際にフリーハンドを引き上げる力を加えることでヨーヨーを強くスリープさせるトリック。
スター・テイルの状態のまま10秒以上スリープさせ、フリーハンドからストリングを外し、掌を下に向けてキャッチできれば合格。
051 ワインダー
（第3期ハイパーレベル1st参照）
キャッチ時にヨーヨーから出ているストリングの長さが15cm以内。一度だけ下に落してから、もしくはアクセル・スピンをして巻き取ってもOK
052 サイド・ワインダー
（第1期ハイパーレベル参照）
054 UFO
（第1期スーパーレベル参照）
079 ピン・ホイール
（第1期ハイパーレベル参照）
080 ドッグ・バイト
（第1期スーパーレベル参照）
081 ワン・ハンド・スター
利き手だけで星の形を作る。手を捻りながら、小指→人差し指→薬指→親指→中指の順でストリングをかけていき、作った星の形を1秒以上維持する。
082 ツー・ハンド・スター
（第3期ハイパーレベル1st参照）
083 ロケット・イントゥ・ザ・ポケット
ロケットと同じくヨーヨーを頭上より高く放り投げたら、落下してくるヨーヨーを衣服のポケットへ入れる。
084 クレイジー・ブランコ
ストリングの奥からフリーハンドで取る形のブランコを作り、前後に3往復以上揺らした後、ヨーヨーが手前に来た瞬間を見計らって3周以上ピン・ホイールのように回転させる。
085 スパイダー・ベイビー
（第3期マスターレベル参照）

#### ストリングトリック（2024年）
036 エレベーター
（第1期ベーシックレベル参照）
037 ブレイン・ツイスター
（第1期スーパーレベル参照）
038 フェニックス・ホイール
（第3期ハイパーレベル1st参照）
039 ムーンサルト
（第1期スーパーレベル参照）
065 ボトム・マウント
ヨーヨーを手前からストリングに乗せるトリック。ロング・スリーパーを行い、利き手反対の人差し指を軸にヨーヨーを手前からストリングに1秒以上乗せる。ヨーヨーをストリングから外して手のひらを下に向けてキャッチする。
066 ボトム・マウント・ブレイン・ツイスター
ボトム・マウントから流れを止めずにブレイン・ツイスターへと繋げる。
067 アトム・マウント
利き手人差し指を軸にヨーヨーを手前からストリングに乗せるトリック。ロング・スリーパーを行い、利き手反対の人差し指を手前からストリングに当てる。その状態でヨーヨーを振り子のように前後に揺らす。利き手人差し指を軸にしてヨーヨーをストリングに乗せ、1秒以上キープする。ヨーヨーをストリングから外して手のひらを下に向けてキャッチする。
068 ブーメラン
ブーメランのようにヨーヨーを前方に飛ばすトリック。ボトム・マウントを行い利き手を下げてヨーヨー前方に送り出す。戻ってきたヨーヨーをストリングに当て、再度前方に送り出す。この動作を3回以上繰り返す。

#### ルーピングトリック（2024年）
040 サイド・スロー
ヨーヨーを利き手の反対の下方向（右利きなら左下）へ向けて投げるトリック。
ブレイク・アウェイの半分程の弧を描いたら、掌を上に向けてキャッチする。
041 フォワード・パス
（第1期ベーシックレベル参照）
042 スロー・ダウン
（第2期 基本参照）
043 ブレイク・アウェイ
（第1期ベーシックレベル参照）
044 サイド・シュート
（第3期スーパーレベル参照）
045 バック・スロー
後方へ向けてスロー・ダウンを行う。
046 サイド・アラウンド・ザ・ワールド
ブレイク・アウェイの要領で投げたら、体の正面で大きく時計回りに1周以上円を描き、掌を上に向けてキャッチする。
047 アラウンド・ザ・ワールド
（第1期ベーシックレベル参照）
053 リバース・アラウンド・ザ・ワールド
後ろ向きにアラウンド・ザ・ワールドを行うトリック。ヨーヨーを1周以上後方に回し、掌を下に向けてキャッチする。
070 ラッソー
頭上で水平のサイド・アラウンド・ザ・ワールドを行う。
072 クロス・アラウンド・ザ・ワールド
アラウンド・ザ・ワールドを左右交互に行う。利き手側→フリーハンド側→利き手側の順に3周したところで掌を上に向けてキャッチする。
073 タイダル・ウェーブ
（第3期ハイパーレベル1st参照）
074 リジェネレーション・オフ・スピン
（第3期ハイパーレベル2nd参照）
075 タイム・ワープ
（第3期ハイパーレベル2nd参照）
077 テキサス・カウボーイ
ラッソーから両足の下にヨーヨーを振り、ストリングをジャンプして飛び越える。ヨーヨーが2周したらキャッチする。
087 ループ・ザ・ループ
（第1期ベーシックレベル参照）
投げ出しを含めず、手の内側を通して3回以上ループを行う。手のひらを上に向けてヨーヨーをキャッチする。
088 アストロ・ループ(3回)
（第3期ハイパーレベル2nd参照）
089 オーバー・ザ・フェンス(3往復)
（第3期ハイパーレベル1st参照）
090 ホップ・ザ・フェンス(3回)
（第3期ハイパーレベル2nd参照）
091 スリー・リーフ・クローバー
（第1期スーパーレベル参照）
092 ジェミニ・ループ(3回)
（第3期マスターレベル参照）
093 アクセル・ザ・ループ
028サムライ・スイングを行い、戻ってくるヨーヨーをキャッチせずに手元で返して、1周のループに繋げる。
094 グラビティ・シュート
005アンタイ・グラビティからヨーヨーをキャッチせずに手元で返して、前方へ1周のループに繋げる。
095 ジェミニ・ホップ(3回)
手の内側と外側で交互にホップを行う。
内側と外側のホップを1セットとして、投げ出しを含めず3セット以上行う。
096 ワープ・ドライブ
（第3期ハイパーレベル1st参照）

## 大会
バンダイは過去に自社が主催する全国規模の大会を行っていた。大会の入賞者とその成績はヨーヨー日本王者一覧に記載。

### 第1期
ジャパン・チャンピオンシップ
1997年から2000年の間、6度に渡って開催された。
最盛期は1998年4月4日の第2回大会で、来場者数は約4万人。この日を境に国内では4月4日を『ヨーヨーの日』と呼ぶようになった。以降、日本のヨーヨー業界では毎年4月4日或いはその近辺の日に全国規模の大会を開催したり、ヨーヨー専門ショップが期間限定セールを行う風習が続くようになった。
シーズン後半に入るとバンダイが展開するスキルトイの総称である『ハイパーゲームズ』の製品とのコラボレーションが行われた。
1998年以降からはTHPジャパンプロスピナーレベルの認定会場を設営し、それらのトリックはこのイベントでのみ受験が可能。審査員は受験者のヨーヨーに改造が施されていないか検品を行っていた。

### 第2期
小学生ロングスリーパー王決定戦
2004年4月4日に行われた。小学生限定参加でスピナーは東京都内の本会場か、全国各地の玩具店の何れかに足を運び、一斉にロングスリーパーの時間を競った。
玩具店から参加の場合はオンラインで記録を本部に提出する。
全国統一トリックトライアル
2005年4月4日に行われた。全国各地の認定店から参加可能。
規定のトリックを達成した際に得られる得点と、ロングスリーパーの秒数との総合計点を競う。
こちらもオンラインで本部へ記録を提出する。
この日をもって、第2期のプロモーションを全て終了した。

### 第3期
ハイパーヨーヨーフェスティバル
2010年から2013年の間、5度に渡って開催された。基本的に毎年4月4日とその近辺の休日に行われたが、例外で2011年だけは秋も含めて2度開催された。
WHFスピナーズカップ
2011年1月から地区予選が開催された。メインとなった競技は『ブランドクロス』。まずスピナーは3つのブランドのうち好きなものを1つ選び、そのブランドのヨーヨーのみを用いて競技に参加する。大会当日、運営者がランダムに20種選んだトリックリストを発表し、スピナーはそのリストのトリック全てを成功させた時間を競う。こうして各ブランド毎に最速のレコードを持つ者が3名現れるため、それらが決勝に勝ち上がってチャンピオン決定戦を行い、その勝者は同年4月3日の全国大会の出場権を勝ち取れる。
WEB全国大会
2014年のシーズン最末期に1度だけ行われた大会。参加者自身が課題曲に合わせたヨーヨープレイの動画や、ヨーヨーを用いた一発芸の動画を撮影し、期日までにバンダイにアップロードするという手法でエントリーする。
入賞者の選抜基準は一切公開されず、その投稿された動画はYouTubeにアップロードされている。

## 漫画
いずれも『月刊コロコロコミック』で連載。
- 超速スピナー - 作：橋口隆志
- キメルのYOYO! - 作：樫本学ヴ
  - ぶっとびスピナーキメル!! - 作：樫本学ヴ
- ハイパーヨーヨーACCEL - 作：東東[39]

## 特撮
『ハイパーヨーヨー バーニング』→『ハイパーヨーヨーキングダム』が2011年4月から2013年3月までテレビ東京系列『おはコロっす!』→『おはコロ+』→『おはコロアップ』枠で放送された。ナレーションは河本邦弘。本作からは特撮に切り替わった。
ゲスト出演者はお笑い芸人が多く起用されており、芸風がそのまま投影されている。なお、出演者は番組中でクレジットされない。

### 出演者
- 魂 燃（たましい もえる） - 坂口りょう
- 飛田 翔（とびた しょう） - 大岡拓海
- テイラー - テイラー（本人出演）
- 日戸 以蔵（ひど いぞう） - 金子直史
- 八方尾 仁（はっぽうび じん） - くまだまさし
- スピナリオ - 堀口あすか（声）
- 新河 唯（あらかわ ゆい） - 岡本紗里
- ミスター・ヨー - ウド鈴木(鈴木任紀)（キャイ〜ン）

#### ゲスト
- 麺道 一筋（めんどう ひとすじ） - 才勝
- 羽流 星子（うる せいこ） - 笹森花菜（フォーリンラブ）
- お菓子刑事（おかしデカ） - 大嶋一範（小学館）
- 樫本 学ヴ（かしもと まなヴ） - 樫本学ヴ
- サガミネーター - 佐上靖之（小学館）
- 万我 兵太（まんが へいた） - 猪熊正志（ハイキングウォーキング）
- 茶蘭歩 乱（ちゃらんぽ らん） - 今野浩喜（キングオブコメディ）
- 闇のスピナートリオ（グルグル団）
  - キグマ - クロちゃん(黒川明人)（安田大サーカス）
  - 愛野 狩人（あいの かりと） - 狩野英孝
  - 狼一刀斉（おおかみ いっとうさい） - 佐藤哲夫（パンクブーブー）
  - 純次郎（じゅんじろう） - 黒瀬純（パンクブーブー）
- トップスピナー（HYYA特別師範）
  - タイガ - 川田祐
  - ゼロ - 斉藤立聖
  - シュン - 榊原俊
- トニー&ヨーヨージェット団 - 超新塾
  - トニー - 福田善計
  - コブラ - 安富郁矢
  - マンモス - 藤原直樹
  - イーグル - 溝上洋次
- 輪瀬 リン（わせ リン） - シャーロック・麗良
- スピナー原人
  - キング原人 - ガッツ石松(鈴木有二)
  - ツッコミ原人 - 兄者(守田寿朗)（牙一族）
  - ビックリ原人 - キバジ(土田直寿)（牙一族）
- 出鱈 メイ（でたら めい） - 鳥居みゆき
- スーパーヒーローノッチ - ノッチ(佐藤望)（デンジャラス）
- ゴッドスピン（レジェンドクラスターの魔神） - ほんこん(蔵野孝洋)（130R）

### スタッフ
- 原案協力 - 滝口雄介、大嶋一範、徐傑
- 監督 - 星健太
- 脚本 - 中邨武尊、永野たかひろ
- 音楽 - Ryo
- スーパーバイザー - 村上孝雄、神宮字真
- CGIディレクター - 山田亮
- CGIデザイナー - 大野剛、熊野惠美
- トリック監修 - 山田篤

### キメルと静のYOYO部!
ハイパーヨーヨーのルールやトリックなどを解説するCGアニメのミニコーナー『キメルと静のYOYO部!』（キメルとしずかのヨーヨーぶ）が『ハイパーヨーヨー バーニング』の直後に放送されている。登場キャラクターは樫本学ヴ『キメルのYOYO!』のもの。

#### キャスト（声の出演）
- 斗陸 キメル（とりく キメル） - 比嘉久美子
- 糸川 静（いとかわ しずか） - 嶋村侑
- ナレーター  - 川野剛稔

## 音楽

### 第1期
- Yo For It!/YO CHECK（演奏：FORTY FOUR HYPER、規格品番：APDG-4003）[40]
- WARP SPRRD/Trick・Trick・Trick（演奏：FORTY FOUR HYPER、規格品番：APDG-4004）[40]

1998年6月16日、バンダイ・ミュージックから発売。

## ハイパースキャナー
2010年4月4日頃から認定店に設置されている無料で遊べるハイパーヨーヨー計測用ゲーム筐体。タイミングよく投げ下ろす『ハイパーリズム』、最高回転速度を計測する『ハイパースピン』、スリープの連続回転秒数を計測する『ハイパースリープ』の3つの計測ができる。